# DEL 2007/08
Die DEL-Saison 2007/08 war die 14. Spielzeit seit Bestehen der Deutschen Eishockey Liga. Nach der Aufnahme der Grizzly Adams Wolfsburg traten 15 Vereine gegeneinander an.
Eröffnet wurde die Spielzeit mit der Partie der Kölner Haie gegen die Hamburg Freezers am Donnerstag, den 6. September 2007. Der damals amtierende Deutsche Meister Adler Mannheim bestritt einen Tag später bei den DEG Metro Stars sein erstes Saisonspiel. Der Beginn der Play-off-Runde 2008 war für den 12. März 2008 terminiert. Die Finalserie begann am 13. April und endete am 20. April mit dem dritten Titelgewinn der Eisbären Berlin.

## Voraussetzungen

### Teilnehmer
Gemäß dem neuen Kooperationsvertrag zwischen der DEL und dem Deutschen Eishockey-Bund gab es in der vergangenen Spielzeit keinen sportlichen Absteiger. Die Grizzly Adams Wolfsburg als Meister der 2. Bundesliga hatten allerdings die Möglichkeit, in die DEL aufzusteigen. Da die Wolfsburger die organisatorischen und finanziellen Voraussetzungen für eine Aufnahme, den sogenannten 9000-Punkte-Plan, erfüllen, stimmte die DEL-Gesellschafterversammlung der Aufnahme zu. In diesem, von der DEL und der Eishockeyspielbetriebsgesellschaft ESBG im Jahr 2006 verabschiedeten Plan, muss ein DEL-Stadion mindestens 9000 Punkte erhalten, die folgendermaßen vergeben werden: Für jeden ordnungsbehördlich genehmigten Stehplatz erhält das jeweilige Team einen Punkt, Sitzplätze sind zwei Punkte, VIP-Plätze vier Punkte wert. Bei Vorhandensein eines Videowürfels oder einer vergleichbaren Anzeigenanlage sowie technischen Einrichtungen für eine fernsehtaugliche Übertragung werden jeweils 1000 Punkte gutgeschrieben.
Folgende 15 Vereine nahmen an der Deutschen Eishockey-Liga 2007/08 teil (alphabetische Sortierung mit Vorjahresplatzierung):
| Klub                     | Standort          | Vorjahr    | Play-offs         |
| ------------------------ | ----------------- | ---------- | ----------------- |
| Augsburger Panther       | Augsburg          | 13.        | –                 |
| Eisbären Berlin          | Berlin            | 9.         | –                 |
| EV Duisburg „Die Füchse“ | Duisburg          | 14.        | –                 |
| DEG Metro Stars          | Düsseldorf        | 2.         | Halbfinale        |
| Frankfurt Lions          | Frankfurt am Main | 8.         | Viertelfinale     |
| Hamburg Freezers         | Hamburg           | 7.         | Viertelfinale     |
| Hannover Scorpions       | Hannover          | 6.         | Viertelfinale     |
| ERC Ingolstadt           | Ingolstadt        | 4.         | Viertelfinale     |
| Iserlohn Roosters        | Iserlohn          | 11.        | –                 |
| Kölner Haie              | Köln              | 5.         | Halbfinale        |
| Krefeld Pinguine         | Krefeld           | 10.        | –                 |
| Adler Mannheim           | Mannheim          | 1.         | Deutscher Meister |
| Sinupret Ice Tigers      | Nürnberg          | 3.         | Finale            |
| Straubing Tigers         | Straubing         | 12.        | –                 |
| Grizzly Adams Wolfsburg  | Wolfsburg         | Aufsteiger | –                 |

### Modus und Regelwerk
Als Änderungen gegenüber dem Modus in der Vorsaison beschloss die Gesellschafterversammlung im Juni 2007, dass im Falle eines Penaltyschießens in der Hauptrunde nur noch drei Schützen pro Team antreten. Ferner wurde das Penalty-Schießen in den Play-offs abgeschafft. Es wurde, wie in der NHL, in allen Spielen Verlängerung bis zum „Sudden Death“ und im Gegensatz zu den Vorrundenspielen in der Verlängerung wieder mit 5-gegen-5 gespielt. Zusätzlich wurde im Februar 2008 festgelegt, dass die beiden letzten Spieltage der Vorrunde sowie die Play-off-Spiele nach dem „4 Schiedsrichter“-Prinzip mit einem zusätzlichen Hauptschiedsrichter durchgeführt werden, was vor allem auf die anhaltende Kritik an den Schiedsrichterleistungen von Seiten der Vereine und der Fans in der laufenden Saison zurückging.
Die DEL-Saison 2007/08 sollte zunächst die vorerst letzte ohne sportlichen Absteiger sein. Auf ihrer 69. Gesellschafterversammlung beschloss die Liga im November 2007, den Abstieg zur Saison 2008/09 wiedereinzuführen, gegen diesen Vorschlag wurde allerdings von der Spielbetriebsgesellschaft ESBG im März 2008 ein Veto eingelegt. Somit bleibt die DEL weiterhin eine geschlossene Liga, mit dem Zweitligameister der Saison 2007/08 hat allerdings noch ein weiteres Team die Chance, in die DEL aufzusteigen. Sollte der Meister der 2. Bundesliga die Auflagen des 9000-Punkte-Plans nicht erfüllen, haben die restlichen Zweitligateams die Chance, in einem Bewerbungsverfahren den letzten Startplatz für die Spielzeit 2008/09 zu erhalten.

### Sportliches
Im März 2007 kamen erstmals Meldungen über einen möglichen Umzug der Füchse Duisburg nach Stuttgart aus wirtschaftlichen Gründen auf, am 26. April 2007 gab der Hauptgesellschafter Pape bekannt, in Duisburg zu verbleiben, da es der Stadt Stuttgart nicht gelungen sei, in der kurzen Zeit die benötigten Sponsorengelder in Höhe von 5 Millionen Euro aufzutreiben. Somit tritt 2005 vom EV Duisburg ausgegliederte Spielbetriebsgesellschaft auch in der Saison 2007/08 unter dem Namen „Die Füchse“ in Duisburg an, die weitere Zukunft des Vereins ist jedoch nach wie vor offen.

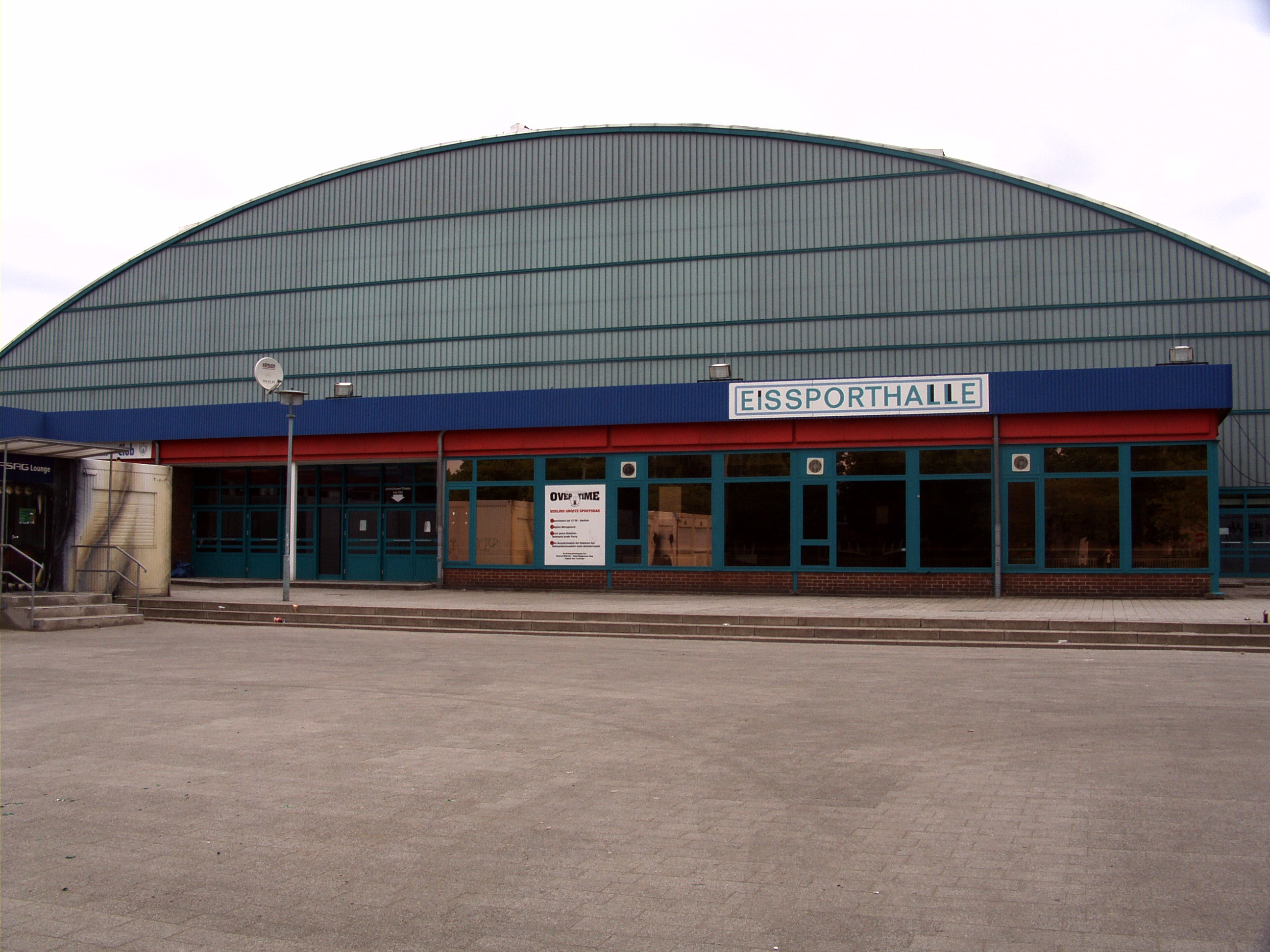
Zum letzten Mal Heimspielort der Eisbären Berlin: Der Wellblechpalast

In der Spielzeit 2007/08 trugen die Eisbären Berlin ihre Spiele zum letzten Mal im traditionsreichen Wellblechpalast aus, vor der folgenden Saison zog das Team in die 17.000 Zuschauer fassende O₂ World um. Im Wellblechpalast wurde der SC Dynamo Berlin 15-mal DDR-Meister, der Nachfolgeverein des SC Dynamo, die Eisbären Berlin, gewannen in ihrem Heimstadion ihre ersten vier gesamtdeutschen Titel: die Deutschen Meisterschaften 2005, 2006 und 2008 sowie den Deutschen Eishockey-Pokal 2008.
Wie auch in den Vorjahren hatte die schlechte Position der deutschen Nationalmannschaft in der IIHF-Weltrangliste zur Folge, dass keine deutschen Mannschaften für den IIHF European Champions Cup qualifiziert waren. Der Deutsche Meister aus Mannheim folgte jedoch der Einladung des HC Davos zum renommierten Spengler Cup, den sie im Dezember mit vier Punkten Rückstand auf den Sieger Team Canada als Dritter abschlossen.
Zum ersten Mal war das Saisonergebnis hingegen ausschlaggebend für die neu eingeführte Champions Hockey League. Der Meister der Deutschen Eishockey Liga ist dabei automatisch für die Gruppenphase qualifiziert, der Vorrundensieger tritt in einem Qualifikationsturnier gegen den Schweizer und den slowakischen Hauptrundenersten an. Sollte der Meister der regulären Saison identisch mit dem Sieger der Play-offs sein, rückt automatisch der Zweitplatzierte der Vorrunde nach.

#### Transfers
Vor der Saison gab es einige interessante Transfers und Vertragsabschlüsse. Der Meister Adler Mannheim verstärkte seinen Kader dabei nur punktuell, mit Michael Hackert von den Frankfurt Lions wurde eine weitere Offensivkraft verpflichtet, zudem wurde mit dem Kölner Torhüter Adam Hauser ein Ersatz für den nach Hamburg abgewanderten Jean-Marc Pelletier gefunden. Der einzige Schlüsselspieler aus der Meistersaison, der die Adler verließ, war der Kanadier Nathan Robinson, der in der Saison 2007/08 für die Eisbären Berlin die Schlittschuhe schnürte. Der Vizemeister Nürnberg Ice Tigers musste zunächst mehrere Abgänge kompensieren. So beendete Center Martin Jiranek im Alter von 37 Jahren seine Profikarriere, außerdem wanderten die Schlüsselspieler Justin Mapletoft und Jame Pollock in die National Hockey League zu den Ottawa Senators bzw. den Washington Capitals ab. Als Ersatz verpflichteten die Ice Tigers unter anderem Ahren Spylo von den Hamburg Freezers und Nationalspieler Björn Barta vom ERC Ingolstadt. Zudem wechselten mit Nationaltorhüter Dimitrij Kotschnew und dem NHL-erfahrenen Center Sean Brown zwei weitere Stars der Liga nach Franken.

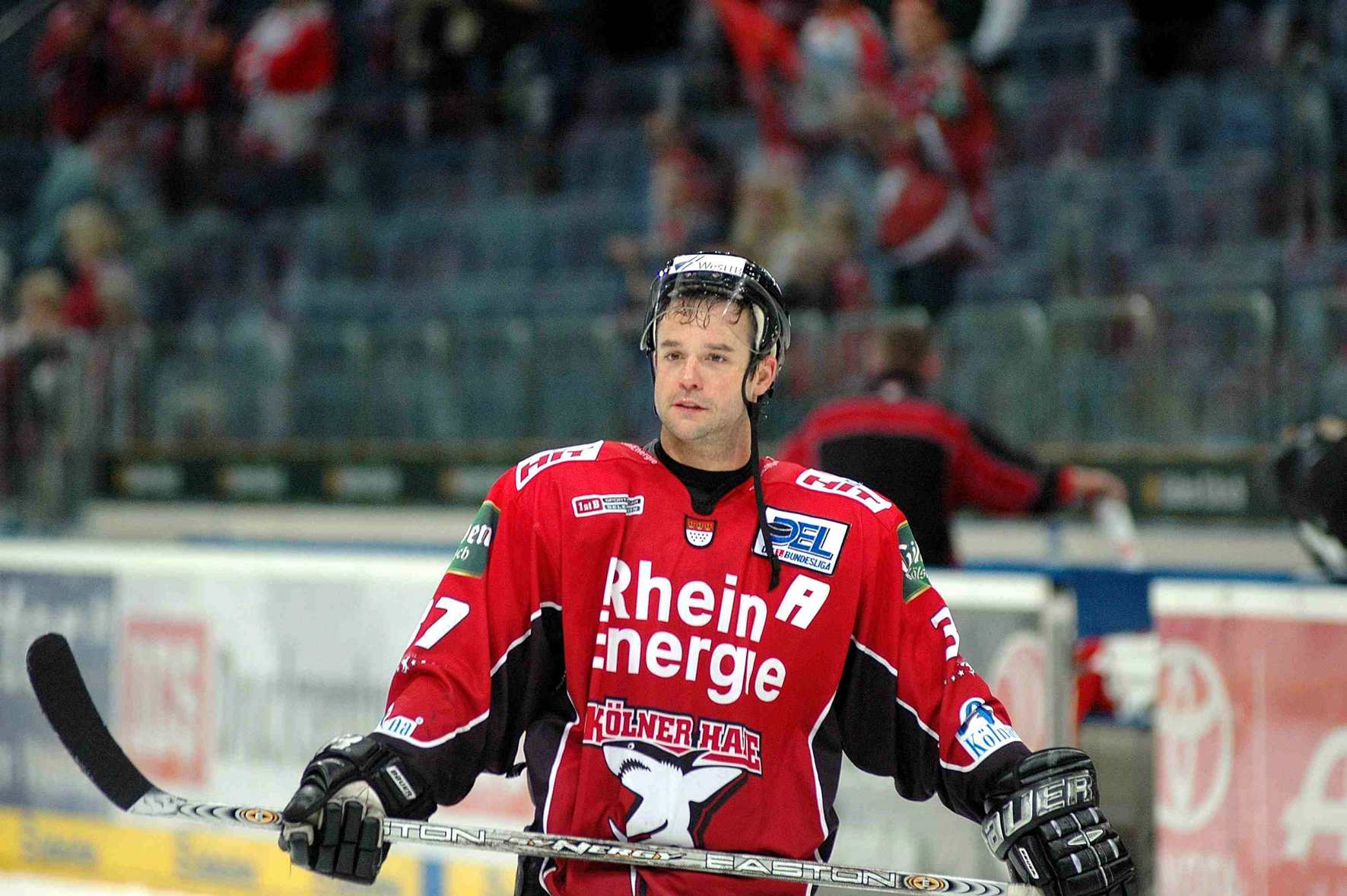
Tino Boos verließ die Kölner Haie vor der Saison in Richtung Hannover Scorpions

Auch die anderen Vereine der Liga setzten in dieser Saison wieder auf ehemalige Spieler der National Hockey League, allen voran Stanley-Cup-Gewinner Norm Maracle, der von HK Awangard Omsk zu den Iserlohn Roosters wechselte, und die Kölner Neuverpflichtung Todd Warriner, der zuvor über 450 NHL-Spiele, unter anderem für die Toronto Maple Leafs und die Tampa Bay Lightning, absolviert hatte. Weitere ehemalige NHL Legionäre, die zur Saison 2007/08 in die Deutsche Eishockey Liga wechselten, waren Peter Ratchuk, Brandon Reid (beide DEG Metro Stars), Brandon Smith (Eisbären Berlin), Eric Boguniecki, Scott Ferguson (beide ERC Ingolstadt), Jeff Heerema, Jason Marshall, Richie Regehr (alle Frankfurt Lions), Chad Wiseman (Grizzly Adams Wolfsburg), Andy Delmore (Hamburg Freezers), Mike Green, Chris Herperger (beide Hannover Scorpions), Pat Kavanagh (Iserlohn Roosters) sowie Éric Meloche und Wade Skolney, die bei den Straubing Tigers anheuerten. Außerdem kehrten die beiden deutschen Nachwuchsspieler Felix Schütz und Stefan Langwieder von ihrer Juniorenzeit in Nordamerika nach Deutschland zurück.
Die DEG Metro Stars verpflichteten Andrew Hedlund, der den deutschen Fans schon von seinem Engagement bei den Krefeld Pinguinen bekannt war. Mit Igor Alexandrow wechselte zudem ein weiterer Spieler zurück in die DEL, der zuvor schon bei den Nürnberg Ice Tigers, den Kölner Haien, den Hannover Scorpions, den Augsburger Panthern sowie den Iserlohn Roosters und den Adler Mannheim auf dem Eis gestanden hatte. In der Saison 2007/08 spielte er für die Füchse Duisburg. Ebenfalls aus Russland kehrte Ilja Worobjow in die DEL zurück, um nun für die Frankfurt Lions zu spielen. Auch innerhalb der Deutschen Eishockey Liga kam es vor der Saison zu bedeutenden Spielerwechseln. So verließen die beiden Nationalspieler Lasse Kopitz (jetzt Frankfurt Lions) und Oliver Jonas (jetzt Grizzly Adams Wolfsburg) die Kölner Haie, ebenso wie Routinier Tino Boos, der die Domstädter nach sieben Jahren in Richtung Hannover Scorpions verließ. Als Ersatz für den abgewanderten Adam Hauser verpflichteten die Kölner zudem Torhüter Travis Scott, der auch schon für die Los Angeles Kings in der NHL zwischen den Pfosten gestanden hatte. Zudem wechselte Nationalspieler John Tripp vom ERC Ingolstadt zu den Hamburg Freezers.
Auch während der Saison wurde eine Anzahl neuer Spieler verpflichtet, unter anderem der NHL-Routinier John Slaney, der aus der AHL zu den Kölner Haien wechselte. Ebenfalls auf sich aufmerksam machten die Domstädter, als sie im Dezember Nationaltorhüter Robert Müller von den Adler Mannheim verpflichteten. Müller war zuvor vom Meister auf Leihbasis zum Schlusslicht EV Duisburg transferiert worden. Die Iserlohn Roosters verpflichteten indessen Stürmer Rob Valicevic, der schon 191 NHL-Spiele vorzuweisen hatte. Nach dem schwachen Saisonstart waren auch die Adler Mannheim gezwungen, ebenfalls nachzurüsten, sodass der Kanadier Dan McGillis sowie der Schwede Daniel Johansson für die Defensive unter Vertrag genommen wurden. Die DEG Metro Stars reagierten mit der Verpflichtung von Nationalspieler Anton Bader von den Straubing Tigers auf die lang anhaltende Verletzungsmisere, nach der Verletzung von Jean-Marc Pelletier wurde in Hamburg Philippe Sauvé von den Iowa Stars aus der AHL unter Vertrag genommen.

#### Der Doping-Zwischenfall Busch

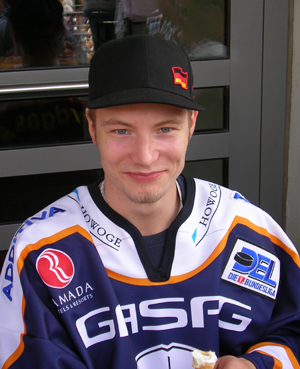
Florian Busch geriet durch einen verweigerten Dopingtest in die Kritik

Im April wurde bekannt, dass Florian Busch, Stürmer der Eisbären Berlin, einen unangemeldete Dopingkontrolle im März zunächst verweigert und erst einige Stunden später nachgeholt hatte. Der DEB wertete den Fall jedoch nicht als Doping-Fall, sondern lediglich als einen verpassten Test. Als Folge dessen wurde Busch vom Verband zu 5000 Euro Strafe und 56 Stunden gemeinnütziger Arbeit im Verein verurteilt.
Die Nationale Anti-Doping-Agentur NADA erklärte kurze Zeit später, das DEB-Urteil in dieser Form nicht akzeptieren zu können, da nach den NADA-Statuten eine verweigerte Dopingkontrolle als positiver Test zu werten und damit mit einer mindestens einjährigen Sperre zu belegen ist. Besondere Brisanz erhielt der Fall, als ausgerechnet Florian Busch den entscheidenden Treffer im DEL-Finale der Eisbären gegen die Kölner Haie am 20. April erzielte. Einen Tag später leitete die NADA den Fall an die Welt-Antidoping-Agentur WADA weiter, DEL und DEB erklärten indessen, für sie sei der Fall mit dem Urteil gegen den einsichtigen Busch abgeschlossen. Da die IIHF die Genehmigung erteilte, spielt Florian Busch auch für die deutsche Nationalmannschaft während der Eishockey-Weltmeisterschaft 2008 in Kanada. Die WADA betrachtete den Fall Busch entgegen einer Meldung des IIHF nicht für abgeschlossen, sondern teilt die Ansicht der NADA, dass die Strafe des DEB nicht ausreicht, sondern das Verhalten Buschs eine Sperre nach sich ziehen muss.
Am 7. Mai 2008 sperrte das Bundesinnenministerium aufgrund der Missachtung der Sanktionsrichtlinien durch den DEB die Auszahlung der jährlichen Fördergelder in Höhe von 600.000 Euro an den Deutschen Eishockey-Bund. Zudem hatte es bereits am 18. April beim zuständigen Bundesverwaltungsamt einen entsprechenden Antrag zur Rückforderung von Steuermitteln gestellt.
Am 24. Juni 2009 verhängte der Internationale Sportgerichtshof CAS gegen Busch eine Sperre von zwei Jahren, die am 21. Februar 2011 enden sollte. Busch legte gegen diesen Entscheid Beschwerde ein, der stattgegeben wurde. Mit der Urteilsbegründung vom 18. Dezember 2009 wurde Busch endgültig freigesprochen.

### Wirtschaft
Im Vergleich zum Vorjahr blieben die Etats der Vereine fast stabil, der durchschnittliche Etat belief sich auf 5,24 Mio. €, was eine leichte Steigerung im Vergleich zum Vorjahr darstellte. Der Gesamtetat der Vereine wurde bedingt durch die Aufstockung der Liga um eine weitere Mannschaft von 70 auf 78,7 Mio. € erhöht. Wieder stand DEL eine vergleichsweise hohe Summe an TV-Geldern vom Pay-TV-Sender Premiere zur Verfügung. Als Hauptsponsor der Liga warben weiterhin die Gelben Seiten in jedem Stadion an der Bande sowie auf den offiziellen Internetpräsenzen der Clubs.
| Etat-Übersicht der DEL-Clubs 2007/08 | Etat-Übersicht der DEL-Clubs 2007/08 | Etat-Übersicht der DEL-Clubs 2007/08 | Etat-Übersicht der DEL-Clubs 2007/08 | Etat-Übersicht der DEL-Clubs 2007/08 | Etat-Übersicht der DEL-Clubs 2007/08 |
| Club                                 | Etat 2008/09 in Mio. €               | Veränderung gegenüber dem Vorjahr    | Zuschauerschnitt                     | Zuschauerschnitt                     | Zuschauerschnitt                     |
| Club                                 | Etat 2008/09 in Mio. €               | Veränderung gegenüber dem Vorjahr    | Kalkulation                          | Hauptrunde                           | Play-offs                            |
| ------------------------------------ | ------------------------------------ | ------------------------------------ | ------------------------------------ | ------------------------------------ | ------------------------------------ |
| Adler Mannheim                       | 8,0                                  | /                                    | 8.500                                | 11.639                               | 13.600                               |
| DEG Metro Stars                      | 7,7                                  | +0,2                                 | k. A.                                | 6.364                                | 7.717                                |
| Hamburg Freezers                     | 7,0                                  | /                                    | 9.500                                | 8.834                                | 7.003                                |
| Eisbären Berlin                      | 6,5                                  | /                                    | 4.500                                | 4.682                                | 4.695                                |
| Kölner Haie                          | 6,5                                  | /                                    | 10.000                               | 12.317                               | 15.826                               |
| ERC Ingolstadt                       | 6,0                                  | +0,3                                 | 3.700                                | 3.574                                | 4.034                                |
| Hannover Scorpions                   | 5,5                                  | /                                    | k. A.                                | 4.746                                | 3.842                                |
| Sinupret Ice Tigers                  | 5,1                                  | +0,5                                 | 5.300                                | 5.032                                | 7.615                                |
| Frankfurt Lions                      | 4,8                                  | +0,1                                 | 5.200                                | 6.071                                | 6.800                                |
| Grizzly Adams Wolfsburg              | 4,5                                  | /                                    | 2.500                                | 2.336                                | –                                    |
| Iserlohn Roosters                    | 3,8                                  | +0,3                                 | 3.500                                | 3.931                                | 4.967                                |
| Krefeld Pinguine                     | 3,8                                  | −0,2                                 | 4.000                                | 3.673                                | –                                    |
| Straubing Tigers                     | 3,5                                  | +0,5                                 | 4.000                                | 4.361                                | –                                    |
| Augsburger Panther                   | 3,0                                  | −0,2                                 | 3.400                                | 3.377                                | –                                    |
| EV Duisburg                          | 3,0                                  | /                                    | 2.500                                | 1.627                                | –                                    |
| Ligaschnitt                          | 5,25                                 | /                                    | 5.123                                | 5.504                                | 8.291                                |

Die Adler Mannheim blieben damit weiterhin Etat-Krösus der Liga, die DEG Metro Stars schlossen durch die finanziellen Erfolge im Premierenjahr des ISS Domes jedoch bis auf 300.000 Euro an den Deutschen Meister auf. Schlusslicht dieser Rangfolge blieb der EV Duisburg, hinzu kamen die Augsburger Panther, die ihren Vorjahresetat knapp verkleinern mussten. Die starke Saison der Sinupret Ice Tigers, die durch den Einzug ins Finale gekrönt wurde, brachte der Mannschaft eine Etaterhöhung um 500.000 Euro, ebenso wie den Straubing Tigers, die sich inzwischen finanziell in der DEL etabliert haben.
Vor der Saison drohte Günter Papenburg, Besitzer der Hannover Scorpions, mit der Schließung der sich in seinem Besitz befindenden TUI Arena und dem Verkauf der DEL-Lizenz zur Saison 2008/09. Grund hierfür war ein andauernder Streit mit der Stadt Hannover, die einen Bau-Zuschuss von 2,5 Millionen Euro zurückgezahlt haben wollte. Da in der zur Weltausstellung Expo 2000 eröffnete Halle die Zuschauerkapazität von 10.500 nur selten erreicht wurde und der Verein damit fortlaufend Verluste erleidet, soll Papenburg nicht bereit gewesen sein, den Forderungen der Stadt nachzugehen.
Im Januar gab Günther Hertel, Alleingesellschafter der Sinupret Ice Tigers, bekannt, dass die Zukunft des Vereins in Nürnberg in Gefahr sei. Hertel äußerte sich dazu folgendermaßen: „Wirtschaftlich sieht es gar nicht gut aus. Ich habe keine Lust mehr, noch mehr privates Geld in die Ice Tigers zu stecken. In den nächsten zwei Wochen werden wir alles versuchen, die Zukunft des Vereins zu sichern – sollten wir das nicht schaffen, wird es nächstes Jahr kein Eishockey in Nürnberg mehr geben.“ Wenige Tage später entschärfte Hertel die Situation und gab sich zuversichtlicher, betonte jedoch weiterhin, dass der Verein neue Sponsoren brauche, um die Lücken im Etat schließen zu können.

## Vorrunde
Wie schon in der Vorsaison trafen auch in dieser Spielzeit die Mannschaften jeweils vier Mal pro Saison aufeinander. Die sechs bestplatzierten Mannschaften zogen automatisch in die Play-offs ein, die vier Teams auf den Plätzen sieben bis zehn kämpfen in einer Qualifikation nach der Hauptrunde um die Play-offs, für die Clubs ab Position elf ist die Saison nach der Hauptrunde beendet.

### September 2007
Am 6. September 2007 wurde die vierzehnte Spielzeit der DEL mit dem 6:3-Sieg der Kölner Haie gegen die Hamburg Freezers eröffnet.
Erster Tabellenführer der neuen Saison waren die Krefeld Pinguine, die den Aufsteiger EHC Wolfsburg am ersten Spieltag deutlich mit 4:0 besiegt hatten. Der Meister Adler Mannheim verlor sein Auftaktspiel gegen die DEG Metro Stars mit 2:4. Am zweiten Spieltag wurde beim 10:9 der Nürnberg Ice Tigers in Iserlohn ein neuer Torrekord aufgestellt, mit der 3:6-Niederlage gegen die Berliner Eisbären machten die Adler Mannheim ihren Fehlstart in die Saison perfekt. Diese Negativserie setzte sich in den folgenden Wochen weiter fort, sodass der Deutsche Meister große Teile des ersten Saisondrittels im Tabellenkeller verbrachte. Den Eisbären gelang hingegen ein Saisonstart nach Maß, mit sechs Siegen in sieben Spielen belegten die Hauptstädter zum Ende des Monats den zweiten Tabellenplatz hinter den Frankfurt Lions, die sechs ihrer ersten neun Spiele gewonnen hatten und 19 Punkte sammelten. Platz drei belegte der Vorjahresfinalist Nürnberg Ice Tigers, der erst am fünften Spieltag seine erste Niederlage in Straubing eingefahren hatte.
Durchwachsen hingegen verlief der Saisonstart für DEG Metro Stars, was vor allem an einer anhaltenden Verletzungsmisere im Team lag. So verletzte sich nach Tore Vikingstad und Daniel Kreutzer mit Verteidiger Robert Dietrich ein weiterer Leistungsträger schwer. Mit einem Bruch des rechten Sprunggelenks musste der gebürtige Kasache mehrere Monate pausieren.
Die Kölner Haie gaben indessen eine Kooperation mit Stanley-Cup-Sieger Anaheim Ducks bekannt. Angedacht sei zunächst ein Austausch zwischen Trainern und eine Zusammenarbeit in der Scouting-Abteilung, ebenfalls denkbar ist die Verpflichtung von Spielern, die sich bei den Ducks noch nicht haben durchsetzen können, sowie ein mögliches Gastspiel der Kalifornier in Köln.

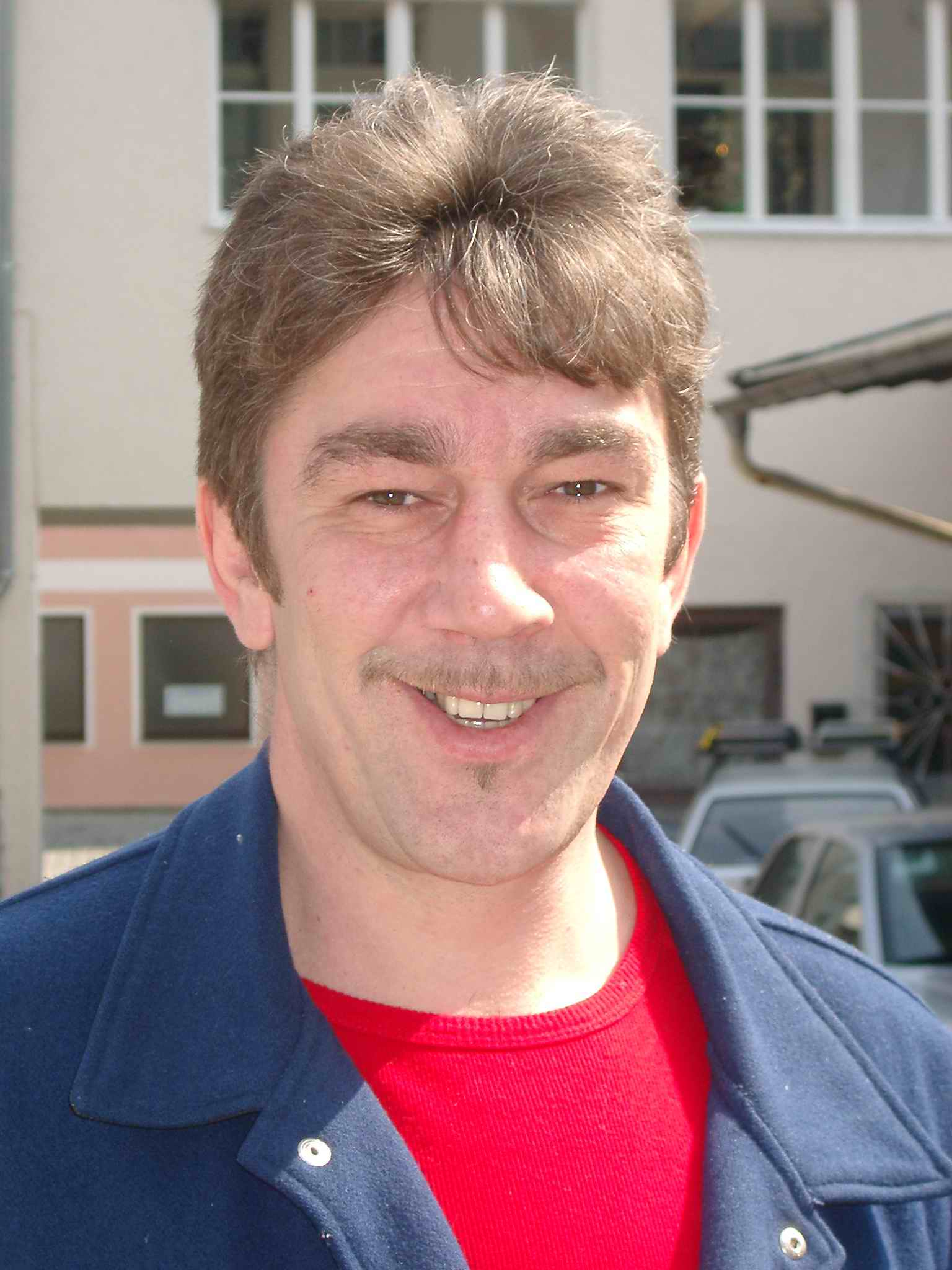
Nach fünf Jahren in Duisburg entlassen: Cheftrainer Dieter Hegen

### Oktober 2007
Auch im Oktober setzten die Tabellenführer aus Frankfurt und Berlin ihre Siegesserien fort, ein weiterer Gewinner waren die Hamburg Freezers, die sich bis zum Monatsende mit 32 Punkten auf den dritten Tabellenplatz verbessern konnten. Ebenfalls im Aufwind zeigten sich die Kölner Haie, die das Spitzenspiel des 11. Spieltags gegen Tabellenführer Frankfurt Lions mit 4:3 im Penaltyschießen gewinnen konnten. Am selben Spieltag konnten die weiterhin auswärts schwachen Adler Mannheim mit einem 5:1 gegen Schlusslicht Füchse Duisburg zum ersten Mal den Kontakt zum Mittelfeld herstellen.
Am 9. Oktober gaben die Füchse Duisburg die erste Trainerentlassung der laufenden Saison bekannt, Coach Dieter Hegen wurde bis auf Weiteres beurlaubt, das Training übernahm der sportliche Leiter Franz Fritzmeier senior, dessen Premiere auf der Bank allerdings beim 0:4 seines Teams in Wolfsburg gründlich misslang. Als Hegens Nachfolger wurde zwei Wochen später der ehemalige Nationalspieler Peter Draisaitl vorgestellt.
Im Aufwärtstrend befanden sich hingegen die Iserlohn Roosters, denen am 15. Spieltag gegen die Hannover Scorpions der fünfte Sieg in Folge gelang. Da sie eine Woche später auch gegen Tabellenführer Frankfurt die Oberhand behielten, wurde dieser von den Eisbären Berlin abgelöst. Für eine Überraschung sorgte schließlich der Tabellenletzte aus Duisburg, der Nationaltorhüter Robert Müller vom Deutschen Meister aus verpflichtete. Dies geschah zunächst mit der Option, dass Müller zu den Adlern sofort zurückkehren sollte, sollte dies im Saisonverlauf nötig werden. Im Dezember 2007 einigten sich dann jedoch schließlich die Kölner Haie und die Adler Mannheim auf einen sofortigen Wechsel von Robert Müller in die Domstadt.

### November 2007
Zu Beginn des Monats November kamen die Adler Mannheim immer besser in Fahrt, durch das 5:4 gegen Tabellenführer aus Berlin landeten sie am 21. Spieltag bereits den dritten Sieg in Folge, wodurch der Meister langsam wieder in Richtung der Play-off-Plätze rückte. Nach einer einwöchigen Pause aufgrund des Deutschland Cups 2007 startete die Liga am 13. November mit zwei vorgezogenen Partien des 31. bzw. des 38. Spieltages in die nächste Saisonphase. In der sogenannten „Traditional Night“ traten die Adler Mannheim in der SAP Arena in speziellen Trikots ohne Werbung im Design der ersten Bundesliga-Saison nach dem Wiederaufstieg 1978/79 gegen die Kölner Haie an, der Meister gewann mit 3:1 und setzte seinen Aufwärtstrend fort.
Bei den DEG Metro Stars wurde hingegen das Personalkarussel weiter angetrieben: Aufgrund des schlechten Saisonauftakts wurde Trainer Slavomír Lener mit sofortiger Wirkung entlassen, seine Nachfolge trat interimsmäßig Lance Nethery an. Nach viermonatiger Krankheitspause kehrte dagegen Kapitän Daniel Kreutzer in den Kader der Düsseldorfer zurück.
Die Hannover Scorpions hingegen mussten durch die Verletzung ihres Stürmers Jonas Lanier einen herben Rückschlag im Rennen um die direkten Play-off-Plätze hinnehmen. Im Spiel gegen die Iserlohn Roosters prallte Lanier gegen das Tor und erlitt einen Riss des Syndesmosebandes, woraufhin er drei Monate aussetzen musste. Ebenfalls ernüchternd verlief der Monat für die Hamburg Freezers. Nach dem vierten Tabellenplatz am 19. Spieltag konnten die Hanseaten bis zum Monatsende nur zwei von acht Partien gewinnen und stürzten bis auf Rang 9 ab. Tabellenführer blieben die Eisbären Berlin (55 Punkte), jetzt vor den Kölner Haien (53) und den Frankfurt Lions (50). Die Nürnberg Ice Tigers hielten mit 48 Punkten den Anschluss an das Spitzentrio, Meister Adler Mannheim schaffte den Sprung auf Platz fünf.
Als Konsequenz der schlechten Leistungen wurden zudem Ron Kennedy in Ingolstadt sowie Erich Kühnhackl in Straubing ihrer Ämter enthoben. Kennedys Nachfolger wurde der mehrfache Stanley-Cup-Gewinner Mike Krushelnyski, am 29. November trat Bob Manno die Nachfolge Kühnhackls in Straubing an.

### Dezember 2007

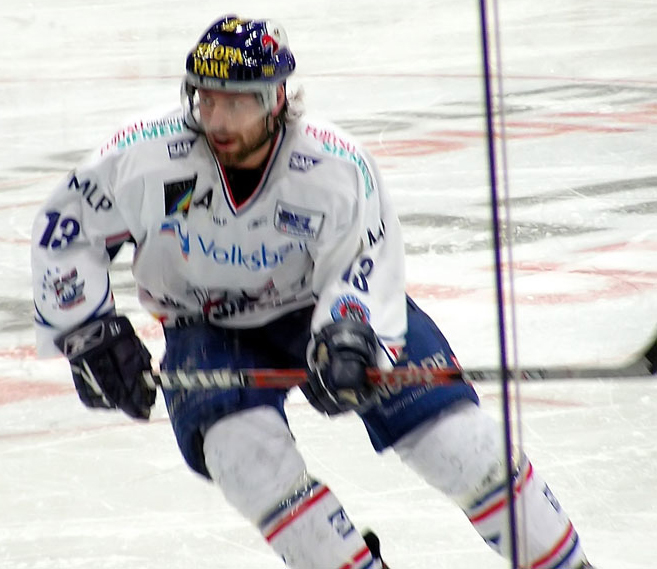
Nationalspieler Tomáš Martinec bestritt am 23. Dezember seinen 500. Einsatz in der DEL

Auch im Dezember setzte sich die Talfahrt der DEG Metro Stars weiter fort, woran auch die weiter anhaltende Verletzungsmisere eine Teilschuld traf. So brach sich der gerade wiedergenesene Robert Dietrich nun das Volkmann-Dreieck im anderen Sprunggelenk und fiel erneut für rund acht Wochen aus, zudem erlitt Schlüsselspieler Tore Vikingstad beim 3:4 in Hannover einen Riss im Adduktorenbereich. Ebenfalls weiter in der Krise steckten die Hamburg Freezers, die zudem auf ihren Verteidiger Martin Walter verzichten mussten, der sich im Training einen Kahnbeinbruch zuzog.
Die Eisbären Berlin festigten hingegen nach dem deutlichen 7:2-Sieg über Mannheim und einem 6:5 nach Penaltyschießen in einem wahren Eishockeykrimi am 34. Spieltag gegen Hannover die Tabellenführung. Einen missglückten Einstand feierte hingegen Nationaltorhüter Robert Müller, der am selben Spieltag mit seinen Haien mit 0:3 in Augsburg verlor.
Nach einer 4:7-Heimniederlage reagierten schließlich die in dieser Saison durch fehlende Konstanz glänzenden Adler Mannheim und entließen Trainer Greg Poss, der im November gerade erst seinen Vertrag beim Deutschen Meister verlängert hatte. Poss hatte mit den Adlern in der Vorsaison den Pokal und die Meisterschaft geholt, 18 Siege bei 17 Niederlagen waren den Vereinsvorsitzenden bis zu diesem Zeitpunkt jedoch nicht den hohen Ansprüchen des Clubs genügend. Als Nachfolger wurde Dave King vorgestellt, der zuvor bereits die Hamburg Freezers trainiert hatte, Assistent Teal Fowler blieb dem Verein erhalten. Der Einstand Kings gelang mit einem 7:2 gegen die weiterhin desolaten Düsseldorfer, Nationalspieler Tomáš Martinec feierte dabei seinen 500. DEL-Einsatz.
Als Tabellenführer gingen die Eisbären Berlin ins neue Jahr, nachdem sie sich am zweiten Weihnachtsfeiertag nach einem 0:2-Rückstand noch mit 3:2 nach Penaltyschießen in Hamburg durchgesetzt hatten und damit mit 78 Punkten nicht mehr einzuholen waren. Die Frankfurt Lions beendeten das Kalenderjahr mit 71 Punkten auf dem zweiten Rang, dahinter folgten Nürnberg (69) und Köln (68).

### Januar 2008
Zum Jahresbeginn entließ Schlusslicht Duisburg nach einem nur knapp zweimonatigen Engagement Trainer Peter Draisaitl, seine Nachfolge trat der bisherige Co-Trainer Karel Lang. Die Entscheidung der Füchse war bis dato bereits die siebte Trainerentlassung der laufenden DEL-Saison. Drei Wochen später gaben die Füchse bekannt, aus der Übergangs- eine Dauerlösung machen zu wollen.
Sportlich starteten die Nürnberg Ice Tigers mit einem deutlichen 8:3 im Spitzenspiel gegen Tabellenführer Eisbären Berlin eine Aufholjagd, die sie bis zum Monatsende an die Tabellenspitze führen sollte. Zuvor gaben die Eisbären zudem bekannt, dass Stürmer Christoph Gawlik mit einem Riss einer Knorpellippe am Schulterblatt bis zum Saisonende ausfallen würde. Weiter unter Druck geriet Hamburgs Trainer Bill Stewart, der nach einer anhaltenden Serie von zwei Siegen aus acht Spielen großspurig ankündigte, bei anhaltendem Misserfolg das Einkommen der Spieler zu kürzen und sich damit den wohl letzten Kredit bei den Fans verspielte. Die Vereinsführung stärkte dem Trainer jedoch weiterhin den Rücken und verlängerte den Vertrag mit dem Kanadier um ein weiteres Jahr bis zum Saisonende 2008/09.
Boden gut machten hingegen die Adler Mannheim, die mit neun Siegen in Folge bis auf Platz fünf vorrückten, die Serie sollte erst wieder Mitte Februar mit einer Niederlage gegen die Iserlohn Roosters enden. Die Frankfurt Lions fielen hingegen nach überraschenden Niederlagen gegen Düsseldorf, Wolfsburg sowie im Spitzenspiel gegen den Tabellennachbarn aus Nürnberg auf Platz vier hinter die Kölner Haie zurück.

### Februar 2008

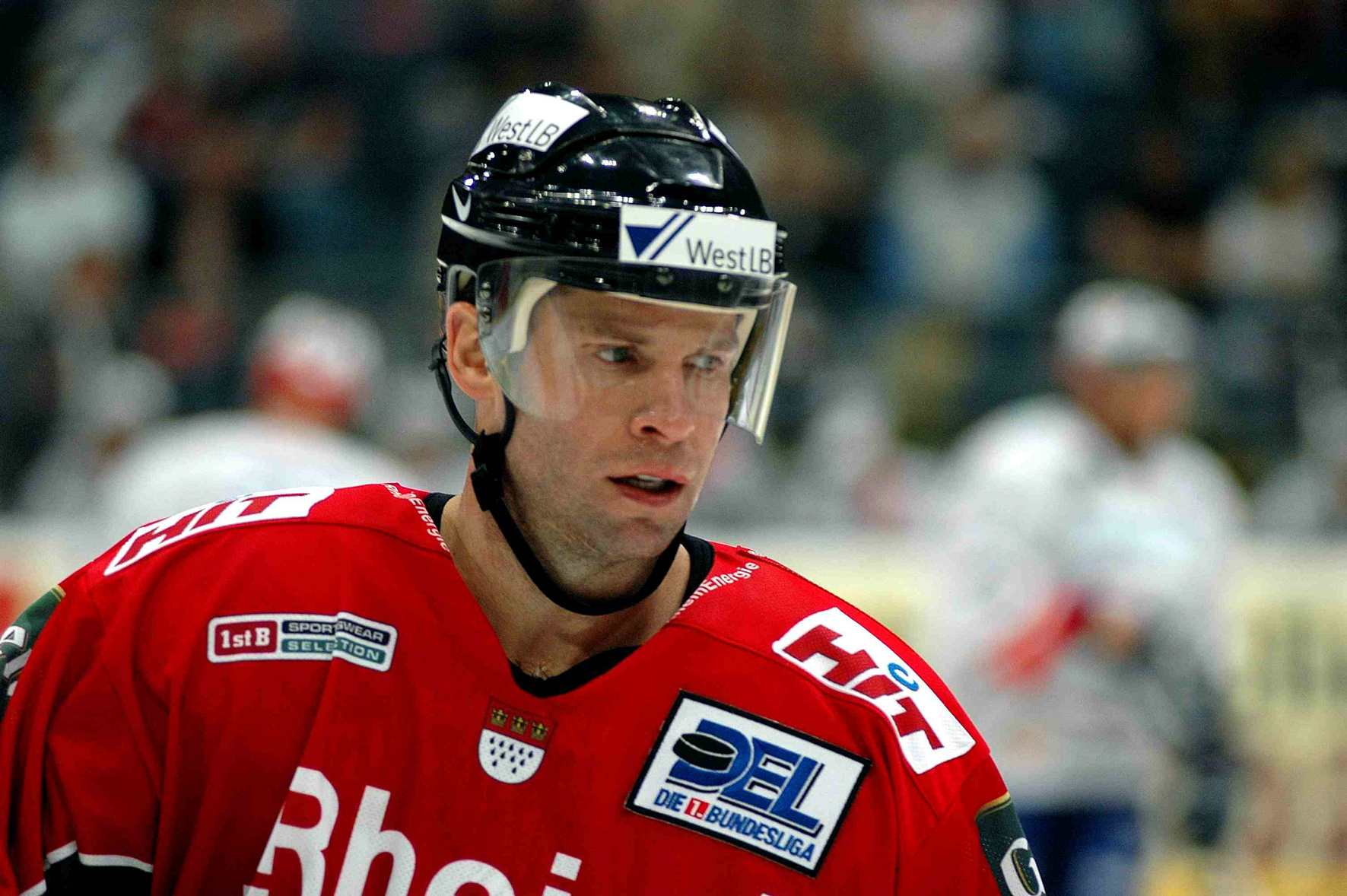
Dave McLlwain sicherte den Kölner Haien durch sein entscheidendes Tor in der Verlängerung gegen die Füchse Duisburg den vorzeitigen Einzug in die Play-offs.

Der Februar begann für die Kölner Haie mit einer Hiobsbotschaft. Nationalverteidiger Mirko Lüdemann erlitt im Spiel gegen Schlusslicht Duisburg einen doppelten Bündelriss in der schrägen Bauchmuskulatur und fiel mehrere Wochen aus.
Nach All-Star Game und Länderspielpause aufgrund des Vier-Nationen-Turniers in Lausanne nahm die Liga am 12. Februar ihren Spielbetrieb wieder auf. Für den Tabellenführer Nürnberg begann der 52. Spieltag zwar mit dem erwarteten Sieg über die Füchse Duisburg, schwerer wog hingegen der Mittelfußbruch von Angreifer Scott King, der den Ice Tigers damit für mehrere Wochen nicht zur Verfügung steht. Drei Tage später verlor das Team zudem das Spitzenspiel gegen die Kölner Haie, durch ein deutliches 7:3 gegen die Adler Mannheim konnte die Tabellenführung jedoch weiter zementiert werden. Adlerstürmer Jason Jaspers erlitt dabei einen Kieferbruch und fällt damit bis zum Saisonende aus.
Nach Nürnberg und Berlin sicherten sich schließlich die Kölner Haie mit einem Sieg gegen Schlusslicht Duisburg am 55. Spieltag den vorzeitigen Einzug in die Play-offs, die Frankfurt Lions folgten zwei Tage später durch einen Sieg beim selben Gegner. Auf deutlichem Play-off-Kurs waren inzwischen auch wieder die DEG Metro Stars, die gegen die Straubing Tigers den achten Sieg aus den letzten neun Partien holten und somit den achten Platz belegen. Durch das 6:4 im Spitzenspiel gegen Berlin machten die Nürnberg Ice Tigers währenddessen einen wichtigen Schritt in Richtung Vorrundenmeisterschaft, was gleichbedeutend mit einem Qualifikationsplatz für die Champions Hockey League 2008/09 ist.
Weiter Hoffnung auf einen Pre-Play-off-Platz konnten sich auch wieder die Hamburg Freezers machen, die sich mit einem überraschend hohen 6:2 gegen die Kölner Haie eindrucksvoll im Rennen zurückmeldeten und bis auf einen Punkt an die Krefeld Pinguine herankamen. Für die Domstädter war es hingegen die höchste Saisonniederlage.

### März 2008
Im März komplettierten die Iserlohn Roosters (5. Platz) sowie die Adler Mannheim (6.) vorzeitig das Teilnehmerfeld der Play-offs. Nürnberg sicherte währenddessen am 58. Spieltag mit dem letzten nötigen Punkt die Vorrundenmeisterschaft durch eine 3:4-Niederlage nach Penaltyschießen gegen die Hannover Scorpions, die ihrerseits die Teilnahme an den Play-off-Qualifikation erreichen konnten. Als weitere Teams qualifizierten sich schließlich die Hamburg Freezers (7.), die DEG Metro Stars (9.) sowie der ERC Ingolstadt (10.) für die Vor-Play-offs.

### Abschlusstabelle
Für einen Sieg nach der regulären Spielzeit wurden einer Mannschaft drei Punkte gutgeschrieben, war die Partie nach 60 Minuten unentschieden, erhielten beide Teams einen Punkt, dem Sieger der Verlängerung bzw. nach einem nötigen Penaltyschießen wurde ein Zusatzpunkt gutgeschrieben. Verlor eine Mannschaft in der regulären Spielzeit, erhielt diese keine Punkte.
Nach 56 Spieltagen sah die offizielle DEL-Tabelle folgendermaßen aus:
|     | Klub                        | Sp | S  | OTS | SOS | OTN | SON | N  | Tore    | Punkte |
| --- | --------------------------- | -- | -- | --- | --- | --- | --- | -- | ------- | ------ |
| 1.  | Sinupret Ice Tigers         | 56 | 33 | 1   | 3   | 3   | 5   | 11 | 206:144 | 115    |
| 2.  | Eisbären Berlin             | 56 | 33 | 2   | 3   | 3   | 1   | 14 | 231:165 | 113    |
| 3.  | Kölner Haie                 | 56 | 28 | 6   | 3   | 4   | 3   | 12 | 192:146 | 109    |
| 4.  | Frankfurt Lions             | 56 | 24 | 5   | 3   | 4   | 5   | 15 | 188:172 | 97     |
| 5.  | Iserlohn Roosters           | 56 | 25 | 4   | 4   | 4   | 1   | 18 | 208:196 | 96     |
| 6.  | Adler Mannheim (M)          | 56 | 24 | 3   | 5   | 2   | 2   | 20 | 180:174 | 92     |
| 7.  | Hamburg Freezers            | 56 | 23 | 1   | 4   | 1   | 7   | 20 | 194:171 | 87     |
| 8.  | Hannover Scorpions          | 56 | 20 | 4   | 3   | 3   | 9   | 17 | 171:171 | 86     |
| 9.  | DEG Metro Stars             | 56 | 23 | 2   | 3   | 3   | 3   | 22 | 169:173 | 85     |
| 10. | ERC Ingolstadt              | 56 | 19 | 7   | 4   | 3   | 1   | 22 | 180:190 | 83     |
| 11. | Krefeld Pinguine            | 56 | 22 | 2   | 1   | 3   | 5   | 23 | 191:193 | 80     |
| 12. | Augsburger Panther          | 56 | 16 | 3   | 4   | 3   | 2   | 28 | 158:187 | 67     |
| 13. | Grizzly Adams Wolfsburg (N) | 56 | 14 | 2   | 3   | 2   | 1   | 34 | 152:202 | 55     |
| 14. | Straubing Tigers            | 56 | 12 | 0   | 4   | 4   | 2   | 34 | 132:197 | 50     |
| 15. | EV Duisburg                 | 56 | 10 | 3   | 2   | 3   | 2   | 36 | 142:213 | 45     |

Abkürzungen: Sp = Spiele, S = Siege, OTS = Siege nach Verlängerung, SOS = Siege nach Penaltyschießen, OTN = Niederlagen nach Verlängerung, SON = Niederlagen nach Penaltyschießen, N = Niederlagen, (M) = Titelverteidiger, (N) = Neuling

Erläuterungen:       = direkte Qualifikation für die Play-offs,       = Play-off-Qualifikationsrunde,       = Saison beendet

### Ranglisten

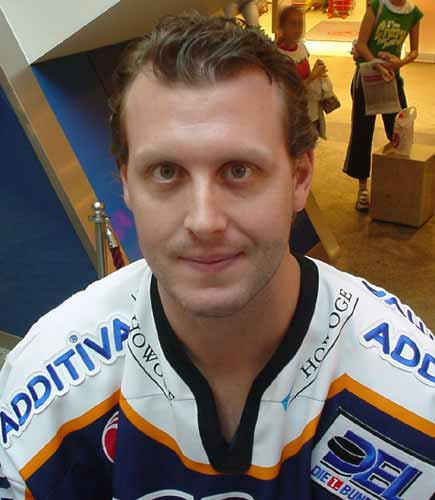
Wurde mit 51 Punkten Top-Verteidiger der Liga: Deron Quint von den Eisbären Berlin

| \| Top-Scorer \| Top-Scorer \| Top-Scorer \| Top-Scorer \| Top-Scorer \| \| Spieler \| Spiele \| Tore \| Assists \| Punkte \| \| --------------------------------- \| ---------- \| ---------- \| ---------- \| ---------- \| \| Robert Hock (Iserlohn Roosters) \| 56 \| 24 \| 63 \| 87 \| \| Steve Walker (Eisbären Berlin) \| 53 \| 27 \| 58 \| 85 \| \| Peter Sarno (Hamburg Freezers) \| 56 \| 26 \| 48 \| 74 \| \| Michael Wolf (Iserlohn Roosters) \| 56 \| 44 \| 27 \| 71 \| \| Ivan Čiernik (Kölner Haie) \| 56 \| 38 \| 28 \| 66 \| \| Chris Taylor (Frankfurt Lions) \| 56 \| 17 \| 49 \| 66 \| \| Top-Torschützen \| \| \| \| \| \| Michael Wolf (Iserlohn Roosters) \| 56 \| 44 \| 27 \| 71 \| \| Ahren Spylo (Nürnberg Ice Tigers) \| 56 \| 41 \| 23 \| 64 \| \| Ivan Čiernik (Kölner Haie) \| 56 \| 38 \| 28 \| 66 \| \| Top-Vorlagengeber \| \| \| \| \| \| Robert Hock (Iserlohn Roosters) \| 56 \| 24 \| 63 \| 87 \| \| Steve Walker (Eisbären Berlin) \| 53 \| 27 \| 58 \| 85 \| \| Chris Taylor (Frankfurt Lions) \| 56 \| 17 \| 49 \| 66 \| | Robert Hock ist damit erst der zweite Deutsche, der seit Gründung der DEL 1994 den Titel des Topscorers erringen konnte. In der Spielzeit 1997/98 hatte dies Mark MacKay mit 67 Punkten als erster Deutscher geschafft. Michael Wolf wurde zudem der erste deutsche Torschützenkönig seit 16 Jahren nach Dieter Hegen, welcher in der Bundesligasaison 1991/92 41 Treffer erzielt hatte. |      |         |        |
| Top-Scorer | |      |         |        |
| Spieler | Spiele | Tore | Assists | Punkte |
| Robert Hock (Iserlohn Roosters) | 56 | 24   | 63      | 87     |
| Steve Walker (Eisbären Berlin) | 53 | 27   | 58      | 85     |
| Peter Sarno (Hamburg Freezers) | 56 | 26   | 48      | 74     |
| Michael Wolf (Iserlohn Roosters) | 56 | 44   | 27      | 71     |
| Ivan Čiernik (Kölner Haie) | 56 | 38   | 28      | 66     |
| Chris Taylor (Frankfurt Lions) | 56 | 17   | 49      | 66     |
| Top-Torschützen | |      |         |        |
| Michael Wolf (Iserlohn Roosters) | 56 | 44   | 27      | 71     |
| Ahren Spylo (Nürnberg Ice Tigers) | 56 | 41   | 23      | 64     |
| Ivan Čiernik (Kölner Haie) | 56 | 38   | 28      | 66     |
| Top-Vorlagengeber | |      |         |        |
| Robert Hock (Iserlohn Roosters) | 56 | 24   | 63      | 87     |
| Steve Walker (Eisbären Berlin) | 53 | 27   | 58      | 85     |
| Chris Taylor (Frankfurt Lions) | 56 | 17   | 49      | 66     |

| Top-Verteidiger                        | Top-Verteidiger | Top-Verteidiger | Top-Verteidiger | Top-Verteidiger |
| Spieler                                | Spiele          | Tore            | Assists         | Punkte          |
| -------------------------------------- | --------------- | --------------- | --------------- | --------------- |
| Deron Quint (Eisbären Berlin)          | 56              | 21              | 30              | 51              |
| Richard Pavlikovský (Krefeld Pinguine) | 56              | 14              | 34              | 48              |
| Andy Roach (Eisbären Berlin)           | 56              | 16              | 31              | 47              |
| Stéphane Julien (Kölner Haie)          | 56              | 12              | 30              | 42              |
| Dušan Milo (Krefeld Pinguine)          | 49              | 11              | 31              | 42              |
| Marty Wilford (Hamburg Freezers)       | 56              | 8               | 34              | 42              |

| Top-Torhüter                                                               | Top-Torhüter | Top-Torhüter | Top-Torhüter | Top-Torhüter | Top-Torhüter | Top-Torhüter |
| Spieler                                                                    | Einsätze     | GT           | GT-Schnitt   | SGH          | Fangquote    | SO           |
| -------------------------------------------------------------------------- | ------------ | ------------ | ------------ | ------------ | ------------ | ------------ |
| Travis Scott (Kölner Haie)                                                 | 27           | 60           | 2,19         | 751          | 93           | 3            |
| Dimitrij Kotschnew (Nürnberg Ice Tigers)                                   | 43           | 101          | 2,35         | 1171         | 92           | 3            |
| Jamie Storr (DEG Metro Stars)                                              | 38           | 91           | 2,54         | 961          | 91           | 0            |
| Rob Zepp (Eisbären Berlin)                                                 | 41           | 107          | 2,62         | 990          | 90           | 3            |
| Alexander Jung (Hannover Scorpions)                                        | 48           | 131          | 2,80         | 1297         | 91           | 1            |
| Abkürzungen: GT = Gegentore; SGH = Anzahl gehaltener Schüsse; SO = Shutout |              |              |              |              |              |              |

| Beste Plus/Minus-Statistiken      | Beste Plus/Minus-Statistiken | Beste Plus/Minus-Statistiken |
| Spieler                           | Spiele                       | Gesamt                       |
| --------------------------------- | ---------------------------- | ---------------------------- |
| Scott King (Nürnberg Ice Tigers)  | 49                           | +38                          |
| Ahren Spylo (Nürnberg Ice Tigers) | 56                           | +33                          |
| Peter Sarno (Hamburg Freezers)    | 56                           | +25                          |

| Meiste Powerplay-Tore            | Meiste Powerplay-Tore | Meiste Powerplay-Tore | Meiste Powerplay-Tore |
| -------------------------------- | --------------------- | --------------------- | --------------------- |
| Michael Wolf (Iserlohn Roosters) | 56 Spiele,            | 44 Tore,              | 18 PP-Tore            |
| Meiste Shorthander               |                       |                       |                       |
| Pat Kavanagh (Iserlohn Roosters) | 54 Spiele,            | 25 Tore,              | 5 Shorthander         |
| Éric Meloche (Straubing Tigers)  | 54 Spiele,            | 17 Tore,              | 5 Shorthander         |

| | Powerplay-Effizienz | Powerplay-Effizienz | Unterzahl-Effizienz | Unterzahl-Effizienz |
| 1. | Frankfurt Lions     | 20,72 %             | Sinupret Ice Tigers | 86,93 %             |
| 2. | Eisbären Berlin     | 20,47 %             | Adler Mannheim      | 86,74 %             |
| 3. | ERC Ingolstadt      | 19,38 %             | Kölner Haie         | 86,14 %             |
| 4. | Kölner Haie         | 18,86 %             | Hamburg Freezers    | 86,07 %             |
| 5. | Adler Mannheim      | 18,52 %             | DEG Metro Stars     | 84,10 %             |
| |                     |                     |                     |                     |
| 14. | Krefeld Pinguine    | 13,50 %             | Augsburger Panther  | 77,61 %             |
| Die Prozentzahlen geben an, aus wie viel Prozent der Überzahl-Situationen ein Tor erzielt, bzw. in wie viel Prozent der Unterzahlsituationen kein Treffer kassiert wurde. |                     |                     |                     |                     |

## Play-offs

### Qualifikation
Die ersten beiden Qualifikationsspiele (Modus: „best of three“) fanden am 12. und 14. März 2008 statt, das entscheidende dritte Spiel, welches bei beiden Paarungen nötig wurde, wurde am 16. März ausgetragen. Der Siebtplatzierte der Hauptrunde, die Hamburg Freezers, trat gegen den zehntplatzierten ERC Ingolstadt an, der Achte Hannover Scorpions spielte gegen den Neuntplatzierten, die DEG Metro Stars. (Siege der Teams gegeneinander während der Hauptrunde in eckigen Klammern, Sieger fett)
|                  |   |                | Serie | 1   | 2         | 3   | HR    |
| ---------------- | - | -------------- | ----- | --- | --------- | --- | ----- |
| Hamburg Freezers | – | ERC Ingolstadt | 2:1   | 3:5 | 5:4 n. V. | 4:3 | [1:3] |

HR = Hauptrunde
Im ersten Spiel der Qualifikationsrunde konnten die Gastgeber aus der Hansestadt vor 6.193 Zuschauern zwar zunächst einen 0:2- sowie einen 2:3-Rückstand ausgleichen, in der 48. Minute brachte Matt Higgins die Ingolstädter dann erneut in Führung. Die Hamburger drängten zwar in der Schlussphase auf den Ausgleichstreffer, Jakub Ficenec sorgte jedoch mit einem Treffer ins leere Tor für die 1:0-Führung der Bayern in der Serie. In einem wahren Eishockeykrimi lag der ERC Ingolstadt im zweiten Play-off-Spiel bis 22 Sekunden vor dem Ende mit 4:3 in Führung, musste dann aber den Ausgleichstreffer durch Benoît Gratton hinnehmen. Nach 51 Sekunden erzielte François Fortier den Siegtreffer für die Hanseaten und sorgte damit für das entscheidende dritte Spiel. Dort blieb es lange spannend, da beide Teams zunächst eine Führung des Gegners ausgleichen konnten. in der 42. Minute erzielte Peter Sarno das 3:2 für die Freezers, Francois Fortier erhöhte zwölf Minuten später auf 4:2. In der letzten Spielminute gelang den Ingolstädtern zwar noch der Anschlusstreffer bei einem zusätzlichen Stürmer auf dem Eis, letztendlich zogen jedoch die Hamburg Freezers vor 7.200 heimischen Zuschauern ins Viertelfinale ein
|                    |   |                 | Serie | 1   | 2   | 3         | HR    |
| ------------------ | - | --------------- | ----- | --- | --- | --------- | ----- |
| Hannover Scorpions | – | DEG Metro Stars | 1:2   | 4:3 | 2:4 | 1:2 n. V. | [2:2] |

Vor 3.498 Besuchern gingen die Metro Stars im ersten Spiel in der TUI Arena durch Treffer von Bazany, Hedlund und Ratchuk nach nur zehn Minuten schon mit 3:0 in Führung, die Scorpions konnten in der Folgezeit diesen Rückstand jedoch egalisieren. Den Siegtreffer für die Hannoveraner erzielte schließlich Sascha Goc sechs Minuten vor dem Ende des Spiels. In der zweiten Partie gerieten die vor der Saison als Titelaspirant gehandelten Düsseldorfer durch ein Tor von Thomas Dolak nach neun Minuten in Rückstand, drei Minuten später konnte jedoch Brandon Reid für die Metro Stars ausgleichen. Patrick Reimer erzielte im Konter das 2:1, Wright und Vikingstad erhöhten auf 4:1. Den Scorpions gelang nur noch der Anschlusstreffer durch Matt Dzieduszycki. Im entscheidenden dritten Spiel sorgten der Hannoveraner Rainer Köttstorfer sowie Klaus Kathan zunächst für das 1:1 nach überaus spannenden 60 Minuten, erst in der 2. Verlängerung erzielte Brandon Reid den entscheidenden 2:1-Siegtreffer für die DEG Metro Stars. Es war mit 91:44 Spielminuten das bis dato längste Spiel in der Geschichte der Deutschen Eishockey Liga.

### Play-off-Baum
| Viertelfinale | Viertelfinale       | Viertelfinale   |    |                 | Halbfinale | Halbfinale | Halbfinale |  |  | Finale | Finale | Finale |
|               |                     |                 |    |                 |            |            |            |  |  |        |        |        |
| 1.            | Sinupret Ice Tigers | 1               |    |                 |            |            |            |  |  |        |        |        |
| 9.            | DEG Metro Stars     | 4               |    |                 |            |            |            |  |  |        |        |        |
| 9.            | DEG Metro Stars     | 4               | 2. | Eisbären Berlin | 3          |            |            |  |  |        |        |        |
|               |                     |                 | 2. | Eisbären Berlin | 3          |            |            |  |  |        |        |        |
|               | 9.                  | DEG Metro Stars | 2  |                 |            |            |            |  |  |        |        |        |
| 2.            | 9.                  | DEG Metro Stars | 2  | Eisbären Berlin | 4          |            |            |  |  |        |        |        |
| 2.            |                     |                 |    | Eisbären Berlin | 4          |            |            |  |  |        |        |        |
| 7.            | Hamburg Freezers    | 1               |    |                 |            |            |            |  |  |        |        |        |
| 7.            | Hamburg Freezers    | 1               | 2. | Eisbären Berlin | 3          |            |            |  |  |        |        |        |
|               |                     |                 |    | Eisbären Berlin | 3          |            |            |  |  |        |        |        |
|               | 3.                  | Kölner Haie     | 1  |                 |            |            |            |  |  |        |        |        |
| 3.            | 3.                  | Kölner Haie     | 1  | Kölner Haie     | 4          |            |            |  |  |        |        |        |
| 3.            |                     |                 |    | Kölner Haie     | 4          |            |            |  |  |        |        |        |
| 6.            | Adler Mannheim      | 1               |    |                 |            |            |            |  |  |        |        |        |
| 6.            | Adler Mannheim      | 1               | 3. | Kölner Haie     | 3          |            |            |  |  |        |        |        |
|               |                     |                 | 3. | Kölner Haie     | 3          |            |            |  |  |        |        |        |
|               | 4.                  | Frankfurt Lions | 2  |                 |            |            |            |  |  |        |        |        |
| 4.            | 4.                  | Frankfurt Lions | 2  | Frankfurt Lions | 4          |            |            |  |  |        |        |        |
| 4.            |                     |                 |    | Frankfurt Lions | 4          |            |            |  |  |        |        |        |
| 5.            | Iserlohn Roosters   | 3               |    |                 |            |            |            |  |  |        |        |        |

### Viertelfinale
Die Viertelfinalserie (Modus: „Best of Seven“) wurde ab dem 18. März ausgetragen. Die weiteren Spiele fanden im Zwei-Tage-Rhythmus statt, sodass das siebte Spiel der Serie am 30. März ausgetragen wurde. Der Erstplatzierte der Hauptrunde, die Sinupret Ice Tigers, traten gegen den schlechtplatzierten Qualifikationssieger, die DEG Metro Stars, an, der Zweite, die Eisbären Berlin, trafen auf den besserplatzierten Qualifikationssieger, die Hamburg Freezers. Das dritte Viertelfinalspiel bestritten die drittplatzierten Kölner Haie gegen die sechstplatzierten Adler Mannheim, während im vierten Spiel der Vierte, die Frankfurt Lions, auf den Fünften, die Iserlohn Roosters, traf.
|                     |   |                 | Serie | 1   | 2   | 3   | 4   | 5   | 6 | 7 | HR    |
| ------------------- | - | --------------- | ----- | --- | --- | --- | --- | --- | - | - | ----- |
| Sinupret Ice Tigers | – | DEG Metro Stars | 1:4   | 3:2 | 1:3 | 1:2 | 3:6 | 2:3 | – | – | [3:1] |

Im ersten Spiel der Serie konnte Nürnberg schon nach dreieinhalb Minuten durch Ahren Spylo in Führung gehen, tat sich dann aber gegen die Düsseldorfer sichtlich schwer. Zweimal konnten die Metro Stars eine Führung der Ice Tigers durch Kreutzer und Wright ausgleichen (Leeb traf zwischenzeitlich für die IceTigers), ehe Andre Savage das entscheidende 3:2 für den Meister der regulären Saison erzielte. Auch im zweiten Spiel gingen die Nürnberger früh in Führung, vor nur 6.112 Zuschauern glichen die Düsseldorfer jedoch postwendend durch Reid aus. Patrick Reimer avancierte schließlich mit zwei Toren im Schlussdrittel für die Metro Stars zum Matchwinner. Das dritte Spiel verlief ähnlich, erneut waren es Reimer und Peter Boon, die eine Nürnberger Führung innerhalb von 58 Sekunden in das 2:1-Endergebnis umwandelten. Das zweite Heimspiel im ISS Dome bestimmten die Metro Stars schließlich über weite Strecken und brachten den Vorrundenmeister durch ein 6:3 an den Rand des Viertelfinal-Ausscheidens. Im fünften Spiel der Viertelfinalserie verloren die Ice Tigers schließlich zum vierten Mal in Folge, sodass der Meister der regulären Saison erstmals in der Geschichte der DEL bereits im Viertelfinale ausscheiden musste. Die DEG Metro Stars zogen hingegen als Sieger der Qualifikationsrunde ins Halbfinale ein, die Nürnberg Ice Tigers sind als Hauptrundenerster für das Qualifikationsturnier der Champions Hockey League 2008/09 qualifiziert.
|                 |   |                  | Serie | 1   | 2   | 3   | 4   | 5         | 6 | 7 | HR    |
| --------------- | - | ---------------- | ----- | --- | --- | --- | --- | --------- | - | - | ----- |
| Eisbären Berlin | – | Hamburg Freezers | 4:1   | 2:4 | 7:4 | 6:1 | 6:1 | 4:3 n. V. | – | – | [1:3] |

Für die erste Überraschung der Play-offs sorgten im ersten Spiel der Serie die Hamburg Freezers, die durch Tore von Marc Beaucage, Brad Smyth und François Fortier bereits mit 3:0 in Berlin in Führung gehen konnten. Zwar kamen die Eisbären in der Folgezeit wieder bis auf ein Tor heran, Benoît Gratton sorgte jedoch mit einem Treffer ins leere Tor in der Schlussminute für die Entscheidung. Nach dieser überraschenden Auftaktniederlage trat der Tabellenzweite der Vorrunde in den folgenden Partien jedoch stärker auf und konnte drei deutliche Siege in Folge einfahren. Im fünften Spiel der Serie gingen die Freezers zunächst mit 2:0 in Führung, André Rankel konnte im zweiten Drittel mit zwei Überzahltoren ausgleichen. Auch die erneute Hamburger Führung durch Aab konnten die Berliner in der regulären Spielzeit egalisieren, sodass das Spiel in der Verlängerung entschieden werden musste. Dort machte der Eisbär Frank Hördler mit seinem Treffer nach 2:40 Minuten den Halbfinaleinzug der Hauptstädter perfekt.
|             |   |                | Serie | 1   | 2   | 3         | 4         | 5   | 6 | 7 | HR    |
| ----------- | - | -------------- | ----- | --- | --- | --------- | --------- | --- | - | - | ----- |
| Kölner Haie | – | Adler Mannheim | 4:1   | 4:3 | 1:2 | 5:4 n. V. | 4:3 n. V. | 4:1 | – | – | [3:1] |

Im ersten Spiel lagen die Adler Mannheim in der Kölnarena bereits mit 0:4 zurück, Ronny Arendt, François Méthot und Pascal Trépanier konnten den Titelverteidiger jedoch wieder bis auf ein Tor an die Kölner heranbringen, zum Ausgleich reichte es jedoch nicht mehr. Nach einem torlosen ersten Drittel gingen die Kölner Haie im zweiten Spiel der Serie erneut gegen die Adler in Führung, Tomáš Martinec und Rick Girard konnten das Spiel schließlich jedoch im Mitteldrittel drehen. Nach regulärer Spielzeit stand es im dritten Spiel zwischen den beiden Kontrahenten 4:4, sodass das Spiel in der Verlängerung entschieden werden musste. Erst nach 168 Minuten und 16 Sekunden sorgte Philip Gogulla mit dem 5:4-Siegtreffer für die Entscheidung in der sechsten Verlängerung. Damit löste die Partie den nur zwei Tage zuvor von den Frankfurt Lions und den Iserlohn Roosters aufgestellten Rekord als längstes DEL-Spiel aller Zeiten ab: Auch das zweite Spiel in der SAP Arena musste in der Verlängerung entschieden werden, nachdem die Adler eine 3:2-Führung der Kölner sieben Sekunden vor dem Ende durch Martinec ausgleichen konnten. Todd Warriner sorgte diesmal jedoch schon in der ersten Verlängerung für den 4:3-Siegtreffer für die Haie, die somit in der Serie mit 3:1 in Führung gehen konnten. Das fünfte Spiel der entschieden die Haie souverän für sich, der Titelverteidiger aus Mannheim konnte nur die 1:0-Führung der Kölner durch Ivan Čiernik ausgleichen, nach zwei Treffern von Tallaire und Furchner war die Partie entschieden, das 4:1 erzielte erneut Čiernik durch einen Treffer ins leere Tor.
|                 |   |                   | Serie | 1         | 2         | 3         | 4   | 5   | 6   | 7   | HR    |
| --------------- | - | ----------------- | ----- | --------- | --------- | --------- | --- | --- | --- | --- | ----- |
| Frankfurt Lions | – | Iserlohn Roosters | 4:3   | 4:3 n. V. | 2:3 n. V. | 3:4 n. V. | 1:5 | 4:2 | 4:0 | 4:3 | [0:4] |

Trotz einer zwischenzeitlichen 3:1-Führung von Iserlohn zogen am Ende die Frankfurt Lions ins Halbfinale ein. Im ersten Spiel des Viertelfinals zwischen Frankfurt und Iserlohn konnten die Lions ein 1:3 durch Ilja Worobjow und Chris Taylor kurz vor Ende der regulären Spielzeit aufholen. Nach nur zwei Minuten der Verlängerung erzielte Richie Regehr den Siegtreffer für die Hessen. Auch im zweiten Spiel gaben die Roosters eine Zwei-Tore-Führung aus der Hand, so dass nach 60 Spielminuten erneut die Verlängerung entscheiden musste. Erst nach 117:45 Minuten erzielte DEL-Toptorjäger Michael Wolf das entscheidende 3:2 für Iserlohn, was bis dato das längste Spiel der DEL-Geschichte bedeutete und den in der Qualifikation in Hannover aufgestellten Rekord ablöste. Auch das dritte Spiel der Serie musste in der Verlängerung entschieden werden, da es nach der regulären Spielzeit erneut 3:3 gestanden hatte. Nach nur 42 Sekunden traf Ryan Ready für Iserlohn und brachte die Sauerländer damit zum ersten Mal in der Serie in Führung. Das vierte Spiel konnte der Überraschungsfünfte der Vorrunde schließlich deutlich mit 5:1 für sich entscheiden, verpasste es aber in der darauffolgenden Partie in Frankfurt für die Entscheidung zu sorgen. Zweimal konnten die Roosters eine Frankfurter Führung ausgleichen, Jason Youngs Treffer in Überzahl im Schlussdrittel brachte dann jedoch die Entscheidung für die Lions. Das sechste Spiel konnten die Frankfurter deutlich gewinnen und glichen somit die Serie aus. Im letzten entscheidenden Spiel in Frankfurt bezwangen die Lions die Roosters schließlich mit 4:3. Nachdem die Hessen mit 4:1 führten, kamen die Sauerländer kurz vor Schluss noch mit 4:3 wieder heran, das Überzahlspiel in den letzten Minuten konnten die Roosters aber nicht zum Ausgleichstreffer nutzen.

### Halbfinale
Die Ausspielung des Siegers fand, genau wie im Finale, im „Best of Five“-Modus statt. Die Halbfinalserie begann am 1. April, das in beiden Spielen entscheidende fünfte Spiel fand am 10. April statt.
Die Paarungen richteten sich nach den Platzierungen der Viertelfinalsieger in der Hauptrunde. Der bestplatzierte Viertelfinalsieger, die Eisbären Berlin spielten somit gegen den Schlechtest-Platzierten, die DEG Metro Stars, während die zweit-best-platzierten Kölner Haie auf den Dritt-best-Platzierten der Hauptrunde, die Frankfurt Lions, trafen. Die jeweils besser platzierte Mannschaft bekam das erste Heimrecht.
|                 |   |                 | Serie | 1   | 2   | 3         | 4   | 5   | HR    |
| --------------- | - | --------------- | ----- | --- | --- | --------- | --- | --- | ----- |
| Eisbären Berlin | – | DEG Metro Stars | 3:2   | 4:1 | 3:4 | 4:3 n. V. | 1:5 | 3:1 | [3:1] |

In der ersten Partie gingen die Eisbären vor 4.695 Zuschauern im ausverkauften Berliner Wellblechpalast durch einen Doppelschlag von Pederson und Braun im zweiten Drittel in Führung, Tore Vikingstad konnte für die Rheinländer zwar noch einmal verkürzen, am Ende gewannen die Hauptstädter jedoch deutlich mit 4:1. Im ersten Spiel im ISS Dome führte die DEG dann bereits nach 23 Minuten mit 3:0, die Eisbären schafften jedoch nach einer Aufholjagd noch den 3:3-Ausgleich. Erst 99 Sekunden vor dem Spielende konnte Robert Dietrich durch einen Überzahltreffer den Sieg der Düsseldorfer perfekt machen. Die dritte Partie musste hingegen in der Verlängerung entschieden werden, da beide Teams in der regulären Spielzeit erneut drei Treffer erzielt hatten. Das vermeintliche Berliner 4:3 durch Pederson wurde im dritten Drittel nicht anerkannt, erst in der 14. Minute der Verlängerung erzielte Deron Quint für die Eisbären den Siegtreffer. Im vierten Spiel gingen die Düsseldorfer nach zwei Dritteln souverän mit 4:0 in Führung, erst im dritten Drittel gelang den Berlinern der erste Treffer durch Sven Felski. Dieser erhielt nach einem Stockschlag gegen Reid jedoch eine Spieldauerdisziplinarstrafe, die anschließende Überzahl nutzte Patrick Reimer, um den 5:1-Endstand zu markieren. In der entscheidenden Partie erhöhte André Rankel nach einem starken zweiten Drittel und Toren von Florian Busch und Richard Mueller in der 53. Minute für die Berliner auf 3:0, ein Düsseldorfer Treffer durch Brandon Reid konnte schließlich den Finaleinzug der Eisbären nicht mehr verhindern. Die DEG Metro Stars schafften nach der weit hinter den Erwartungen zurückgebliebenen Vorrunde als Sieger der Play-off-Qualifikation mit dem Einzug ins Halbfinale immerhin einen versöhnlicheren Abschluss der Spielzeit.
|             |   |                 | Serie | 1   | 2         | 3         | 4   | 5   | HR    |
| ----------- | - | --------------- | ----- | --- | --------- | --------- | --- | --- | ----- |
| Kölner Haie | – | Frankfurt Lions | 3:2   | 7:1 | 4:5 n. V. | 2:1 n. V. | 3:4 | 3:2 | [2:2] |

Nur zwei Tage nach dem siebten Viertelfinalspiel mussten die Frankfurt Lions im ersten Halbfinalspiel in der Kölnarena eine deutliche 1:7-Niederlage gegen ausgeruhtere Kölner Haie einstecken, das zweite Spiel konnten die Hessen jedoch ausgeglichener gestalten. Zwar waren die Gäste aus Köln nach nur zwei Minuten mit einem Doppelschlag in Führung gegangen, doch nur zwei Minuten später kamen die Frankfurter durch Jeff Ulmer zum Anschlusstreffer. Zweimal schafften es die Lions, eine Kölner Führung auszugleichen, das letzte Mal erst 66 Sekunden vor dem Spielende. Layne Ulmer egalisierte die 4:3-Führung der Domstädter. Mit seinem Treffer in der Verlängerung sorgte Chris Taylor schließlich für den zwischenzeitlichen Ausgleich der Hessen in der Halbfinalserie. Durch die Tore von Philip Gogulla und Taylor war auch die dritte Partie nach 60 Minuten ausgeglichen, in der Verlängerung erzielte Ivan Čiernik den Siegtreffer für die Haie. Im vierten Spiel führten die Lions im Schlussdrittel bereits souverän mit 4:1, Kamil Piroš und Ivan Čiernik sorgten mit ihren beiden Anschlusstreffern allerdings wieder für zwischenzeitliche Spannung. Die entscheidende fünfte Partie gestalteten die Kölner zunächst überlegen, verpassten es jedoch die Führung zu erzielen. Dies gelang erst im zweiten Drittel, als Stéphane Julien den starken Frankfurter Schlussmann Ian Gordon erstmals bezwingen konnte. im Schlussdrittel konnten die Frankfurter zweimal ausgleichen, erst in der 58. Minute erzielte Mirko Lüdemann den Siegtreffer für die Haie, die damit zum sechsten Mal in ein DEL-Finale einziehen konnten.

### Finale
Die Sieger der beiden Halbfinale traten gegeneinander an, wobei die Eisbären Berlin, die in der Hauptrunde besser platziert waren als die Kölner Haie, das erste Heimrecht erhielten. Die Finalserie begann am 13. April, das letzte Spiel der Saison fand am 20. April statt.
|                 |   |             | Serie | 1         | 2   | 3   | 4         | 5 | HR    |
| --------------- | - | ----------- | ----- | --------- | --- | --- | --------- | - | ----- |
| Eisbären Berlin | – | Kölner Haie | 3:1   | 3:2 n. V. | 1:2 | 4:3 | 2:1 n. V. | – | [4:0] |

In der ersten Finalbegegnung konnten die Kölner zweimal eine Eisbären-Führung egalisieren, ehe Steve Walker in der Verlängerung eine Überzahlsituation zum 3:2-Siegtor für die Hauptstädter nutzen konnte. Vorausgegangen war dem Treffer eine Zeitstrafe gegen den Kölner Todd Warriner. Vor 17.986 Zuschauern in der Kölnarena gingen die Eisbären in der zweiten Partie abermals durch Walker in Führung, Kamil Piroš glich für die Domstädter nach 44 Minuten aus. Für die Entscheidung sorgte schließlich Dave McLlwain, der zehn Minuten vor dem Ende den 2:1-Siegtreffer für Köln erzielen konnte. Im dritten Spiel führten die Eisbären bereits früh mit 2:0, Bryan Adams und Stéphane Julien konnten jedoch im Mitteldrittel für die Kölner ausgleichen. Drei Minuten vor dem Ende erzielte Sven Felski in seinem 700. Spiel für die Berliner den erneuten Führungstreffer, doch wieder war es Julien, der 46 Sekunden vor dem Ende in einem 6–4-Überzahlspiel ausgleichen konnte. Nur 15 Sekunden später erzielte Kapitän Steve Walker schließlich den Siegtreffer für die Eisbären Berlin, denen damit nur noch ein Sieg zum Titel fehlte. In der vierten Partie lagen die Haie vor 18.678 Zuschauern in der heimischen Kölnarena bis zur 59. Minute mit 1:0 in Führung, Deron Quint gelang jedoch in der Schlussminute der Ausgleich. In der Verlängerung erzielte schließlich der wegen seiner verweigerten Dopingkontrolle umstrittene Florian Busch den 2:1-Siegtreffer für die Eisbären, die damit zum dritten Mal nach 2005 und 2006 die Deutsche Meisterschaft gewinnen konnten.

### Ranglisten
| Top-Scorer                        | Top-Scorer | Top-Scorer | Top-Scorer | Top-Scorer |
| Spieler                           | Spiele     | Tore       | Assists    | Punkte     |
| --------------------------------- | ---------- | ---------- | ---------- | ---------- |
| Nathan Robinson (Eisbären Berlin) | 13         | 4          | 11         | 15         |
| Ivan Čiernik (Kölner Haie)        | 14         | 11         | 2          | 13         |
| Chris Taylor (Frankfurt Lions)    | 12         | 5          | 8          | 13         |
| Peter Sarno (Hamburg Freezers)    | 8          | 4          | 9          | 13         |
| Sven Felski (Eisbären Berlin)     | 13         | 3          | 10         | 13         |
| Jason Young (Frankfurt Lions)     | 12         | 3          | 10         | 13         |
| Top-Torschützen                   |            |            |            |            |
| Ivan Čiernik (Kölner Haie)        | 14         | 11         | 2          | 13         |
| Brandon Reid (DEG Metro Stars)    | 13         | 7          | 4          | 11         |
| Patrick Reimer (DEG Metro Stars)  | 13         | 7          | 2          | 9          |
| Top-Vorlagengeber                 |            |            |            |            |
| Nathan Robinson (Eisbären Berlin) | 13         | 4          | 11         | 15         |
| Sven Felski (Eisbären Berlin)     | 13         | 3          | 10         | 13         |
| Jason Young (Frankfurt Lions)     | 12         | 3          | 10         | 13         |

| Top-Verteidiger                 | Top-Verteidiger | Top-Verteidiger | Top-Verteidiger | Top-Verteidiger |
| Spieler                         | Spiele          | Tore            | Assists         | Punkte          |
| ------------------------------- | --------------- | --------------- | --------------- | --------------- |
| Mirko Lüdemann (Kölner Haie)    | 14              | 3               | 9               | 12              |
| Stéphane Julien (Kölner Haie)   | 14              | 4               | 6               | 10              |
| Brandon Smith (Eisbären Berlin) | 11              | 2               | 8               | 10              |

| Top-Torhüter                  | Top-Torhüter | Top-Torhüter | Top-Torhüter | Top-Torhüter | Top-Torhüter | Top-Torhüter |
| Spieler                       | Einsätze     | GT           | GT-Schnitt   | SGH          | Fangquote    | SO           |
| ----------------------------- | ------------ | ------------ | ------------ | ------------ | ------------ | ------------ |
| Robert Müller (Kölner Haie)   | 14           | 36           | 2.20         | 519          | 94 %         | 0            |
| Jamie Storr (DEG Metro Stars) | 13           | 32           | 2.34         | 432          | 93 %         | 0            |
| Rob Zepp (Eisbären Berlin)    | 14           | 34           | 2.36         | 340          | 91 %         | 0            |

Abkürzungen: GT = Gegentore; SGH = Anzahl gehaltener Schüsse; SO = Shutout

## Kader des Deutschen Meisters
| Deutscher Meister Eisbären Berlin | Torhüter: Rob Zepp, Youri Ziffzer Verteidiger: Jens Baxmann, Derek Dinger, Tobias Draxinger, Frank Hördler, René Kramer, Deron Quint, Andy Roach, Brandon Smith Angreifer: Mark Beaufait, Constantin Braun, Florian Busch, Sven Felski, Christoph Gawlik, Norman Martens, Richard Mueller, Tyson Mulock, Elia Ostwald, Denis Pederson, Thomas Pielmeier, André Rankel, Nathan Robinson, Stefan Ustorf, Steve Walker, Alexander Weiß Trainerstab: Don Jackson, Hartmut Nickel, Jeff Tomlinson |

## Trophäen und Auszeichnungen

### WestLB Fair Play Trophy
Mit der WestLB Fair Play Trophy wird jährlich das fairste Team einer DEL-Saison gekürt. Hierzu werden die durchschnittlichen Strafminuten der Vereine Punkte umgewandelt, jedes Spiel Sperre, das von der Ligagesellschaft gegen einen Spieler ausgesprochen wird, wird mit einem zusätzlichen Punkt bewertet und zu den durchschnittlichen Strafminuten addiert. Die wenigsten Punkte mit durchschnittlich 17,27 Strafminuten pro Spiel und keiner Spielsperre erhielten die Grizzly Adams Wolfsburg, die damit Preisträger der WestLB Fair Play Trophy wurden. Am schlechtesten schnitten die Iserlohn Roosters mit insgesamt 27,95 Punkten ab.
|     | Team                    | Spiele | Ø Strafen | Sperren | Punkte |
| --- | ----------------------- | ------ | --------- | ------- | ------ |
| 1.  | Grizzly Adams Wolfsburg | 56     | 17.27     | 0       | 17.27  |
| 2.  | Füchse Duisburg         | 56     | 17.45     | 0       | 17.45  |
| 3.  | Krefeld Pinguine        | 56     | 17.66     | 0       | 17.66  |
| 4.  | Augsburger Panther      | 56     | 18.00     | 0       | 18.00  |
| 5.  | Hannover Scorpions      | 59     | 18.76     | 0       | 18.76  |
| 6.  | ERC Ingolstadt          | 59     | 19.56     | 0       | 19.56  |
| 7.  | Eisbären Berlin         | 70     | 15.91     | 4       | 19.91  |
| 8.  | Hamburg Freezers        | 64     | 19.50     | 2       | 21.50  |
| 9.  | Adler Mannheim          | 61     | 21.67     | 0       | 21.67  |
| 10. | Sinupret Ice Tigers     | 61     | 21.82     | 0       | 21.82  |
| 11. | Frankfurt Lions         | 68     | 20.78     | 2       | 22.78  |
| 12. | DEG Metro Stars         | 69     | 19.38     | 5       | 24.38  |
| 13. | Straubing Tigers        | 56     | 21.18     | 4       | 25.18  |
| 14. | Kölner Haie             | 70     | 18.79     | 7       | 25.79  |
| 15. | Iserlohn Roosters       | 63     | 26.95     | 1       | 27.95  |

### Wertvollster Spieler der Play-offs
Zum Most Valuable Player (MVP) der DEL-Play-offs 2008 wurde Steve Walker von den Eisbären Berlin gewählt. Der Kanadier lief ab dem Halbfinale trotz eines zum Ende der Hauptrunde erlittenen Kreuzbandrisses im linken Knie mit einer Spezialschiene auf und erzielte zwei spielentscheidende Tore, eines davon im dritten Finalspiel gegen die Kölner Haie. In insgesamt neun Play-off-Einsätzen konnte Walker drei Tore und fünf Assists erzielen, damit landeten 21 % seiner 14 abgegebenen Schüsse im gegnerischen Tor. In der Endrunde erhielt der Stürmer zudem vier Strafminuten.

## Schiedsrichter

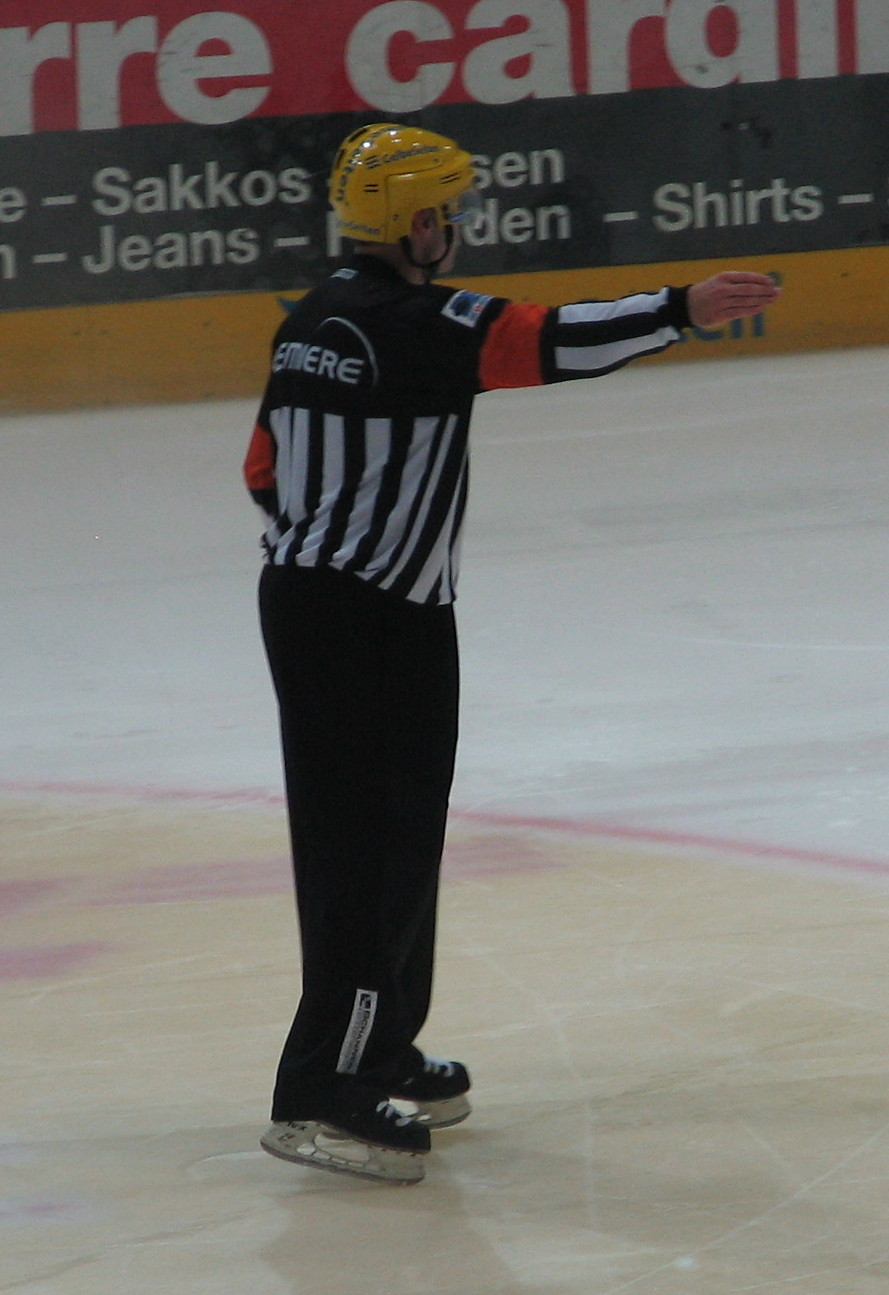
Profischiedsrichter Rick Looker

Folgende Hauptschiedsrichter wurden in der Saison 2007/08 eingesetzt:
| - Roland Aumüller - Heiko Dahle - Alfred Hascher - Georg Jablukov - Stephan Kadow - Steffen Klau - Raik van Gameren | - Rick Looker* - Christian Oswald - Daniel Piechaczek* - Martin Reichert - Willi Schimm - Richard Schütz |

* Profischiedsrichter
Wie in den Vorjahren nahm die DEL am IIHF Referee Exchange Program teil. Neben den bisherigen Vertretern Martin Reichert und Richard Schütz nahm in der Saison 2007/08 erstmals auch der deutsche Profischiedsrichter Daniel Piechaczek an diesem Programm teil. Im Gegenzug wurden 17 DEL-Spiele von zehn verschiedenen ausländischen Schiedsrichtern geleitet. Zu ihnen gehörten Milan Minář, Radek Husička (beide Tschechien), Danny Kurmann, Brent Reiber (beide Schweiz), Sören Persson, Marcus Vinnerborg (beide Schweden), Jari Levonen, Sami Partanen, (beide Finnland) sowie Peter Ország (Slowakei).
Immer wieder gab es auch in dieser Saison Kritik an Schiedsrichterentscheidungen, die eine Diskussion an der Qualität der Schiedsrichter in der Deutschen Eishockey Liga aufkommen ließen. Eine Reaktion hierauf war die Entscheidung DEL, die beiden letzten Spieltage der Vorrunde sowie die Play-off-Spiele nach dem „4 Schiedsrichter“-Prinzip mit einem zusätzlichen Hauptschiedsrichter durchzuführen. Auch wurden immer wieder Rufe nach mehr Profischiedsrichtern in Deutschland laut.

## TV-Rechte
Die TV-Rechte der DEL lagen in der Saison 2007/2008 bei dem Pay-TV-Sender Premiere, der wöchentlich mindestens zwei Partien übertrug (meist donnerstags um 19:30 Uhr und sonntags um 14:30 Uhr). In den Play-offs wurde in jeder Runde mindestens ein Spiel, ab dem Halbfinale alle Spiele übertragen. ARD, ZDF, die dritten Programme, ProSiebenSat.1 Media, n-tv und einige Regionalsender haben Nachverwertungsrechte. Außerdem werden Spiel-Zusammenfassungen seit der Saison 2005/06 auf der Plattform „DEL-TV“ im Internet gesendet, wobei sich das Bildmaterial aus Stadion-TV und Premiere zusammensetzt.

## DEL All-Star Game 2008

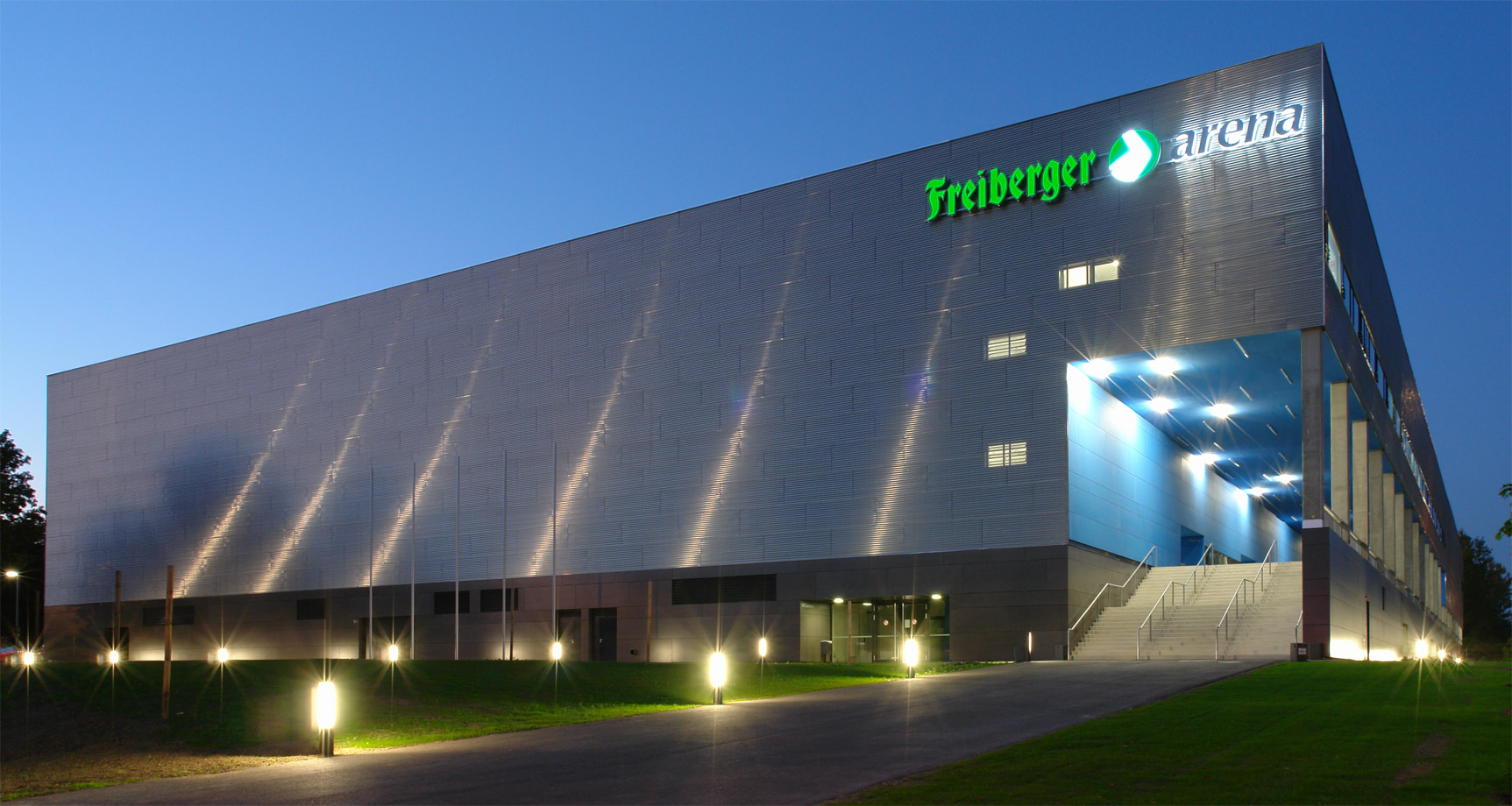
Die Freiberger Arena, Austragungsort des DEL All-Star Games 2008

Das 10. DEL All-Star Game fand am 2. Februar 2008 erstmals außerhalb eines DEL-Standortes in der Freiberger Arena in Dresden statt. Erneut trat eine Auswahl der besten Europa- gegen eine Auswahl der besten Nordamerika-DEL-Spieler gegeneinander an. Eine Besonderheit war, dass in diesem Jahr auch jeweils ein Spieler des gastgebenden Teams, den Dresdner Eislöwen aus der Oberliga, in die Auswahlen gewählt werden durften.
Vor dem Spiel wurde auch in diesem Jahr eine Skill-Competitions ausgetragen, bei der die Spieler in verschiedenen Disziplinen ihr Können unter Beweis stellten. Den härtesten Schlagschuss hatte Jakub Ficenec mit 167 km/h, beim Goalie-Contest blieben sowohl Robert Müller aus dem Team Europa als auch Norm Maracle für die Nordamerikaner ohne Gegentreffer. Die Staffel gewann Europa vor Nordamerika.
Andy Roach wurde in der folgenden Competition zum schnellsten Skater gekürt.
Das von Heiko Awizus geleitete Spiel gewann schließlich das Team Nordamerika vor 3.400 Zuschauern mit 16:14 gegen die Europäer. Zum Most Valuable Player wurden Michal Mařík (Europa) und Ryan Ramsay (Nordamerika) gewählt.
Im Rahmen des All-Star-Spiels erklärte DEL-Geschäftsführer Gernot Tripcke, sich Dresden durchaus als zukünftigen DEL-Standort vorstellen zu können, da das wirtschaftliche Umfeld mit der neuen Arena vorhanden sei. Tripcke betonte jedoch auch, dass ein Einstieg in die höchste deutsche Profiliga weiterhin nur über den sportlichen Weg zu schaffen sei. Die ortsansässigen Dresdner Eislöwen waren im Jahr zuvor aus der 2. Bundesliga abgestiegen, schafften aber in der Oberliga-Saison 2007/08 den direkten Wiederaufstieg in die zweithöchste Spielklasse.